# Sixtinische Kapelle
Die Sixtinische Kapelle (italienisch Cappella Sistina) ist eine der Kapellen des Apostolischen Palastes. Sie ist der Ort, an dem das Konklave abgehalten wird, und beherbergt einige der berühmtesten Gemälde der Welt. Ihr Name bezieht sich auf Papst Sixtus IV., unter dem sie zwischen 1475 und 1483 erbaut wurde. Am 15. August 1483 wurde die Kapelle geweiht. Sie steht unter dem Patrozinium der Aufnahme Mariens in den Himmel.
Sie liegt unmittelbar nördlich des Petersdoms und ist mit diesem über die Scala Regia und die Sala Regia verbunden. Für Touristen ist allerdings nur der Eintritt über die Vatikanischen Museen möglich.

## Architektur
Die Pläne für die Sixtinische Kapelle stammen von Baccio Pontelli. Der Grundriss ist rechteckig. Der Bau ist 40,9 Meter lang, 13,4 Meter breit und 20,7 Meter hoch. Die Kapelle ist in der Proportion des Salomonischen Tempels errichtet, ihre Länge entspricht in etwa der doppelten Höhe und der dreifachen Breite. Die Decke ist ein flaches Stichkappengewölbe.

## West- oder Ostausrichtung
Die Vorgängeranlage der Sixtinischen Kapelle, die „Cappella Magna“, hatte sowohl die aus dem Alten Testament bekannten Proportionen des Jerusalemer Tempels als auch einen im Osten gelegenen Eingang. Folglich befand sich der Altar damals im Westen.
Als unter Papst Sixtus IV. um 1475 die alte Anlage zur Sixtinischen Kapelle umgebaut wurde, war jedoch offenbar wie in den meisten Kirchenbauten eine Positionierung des Altars im Osten vorgesehen. Das belegt insbesondere die Verteilung der Fresken, die nur bei einer Ostung der Kapelle der üblichen Anordnung entsprochen hätte: die an der Nordseite angebrachten Szenen aus dem Leben Christi auf der dort vorgesehenen Evangelienseite, wo unter dem Fresko mit der Schlüsselübergabe an den heiligen Petrus und der Stifterinschrift Sixtus’ IV. der Papstthron hätte stehen sollen, und die an der Südseite angebrachten Szenen aus dem Leben Mose auf der dort geplanten Epistelseite.
Vermutlich wegen des zu großen Aufwands für neue Zugangswege zur Kapelle stellte man den Altar schließlich doch im Westen auf. Dadurch wurden Evangelien- und Epistelseite vertauscht, so dass die Positionierung der Fresken nun nicht mehr zur liturgischen Raumordnung passt und der Papstthron unpassenderweise unter dem Moseszyklus aufgestellt werden musste. Die Sängerempore ist durch die Westaurichtung der Kapelle zudem zu weit vom Altar entfernt, wogegen das Sängerkollegium noch 1615 protestierte. Die Marmorschranke zwischen Altarraum und Laienbereich musste nach Osten versetzt werden, womit sie ihren Bezug zur Ornamentik des Fußbodens verlor, und der reich geschmückte Fußboden des ursprünglichen Eingangsbereichs im Westen wurde nun meist durch die liturgisch vorgeschriebenen Altarteppiche verdeckt.

## Fresken

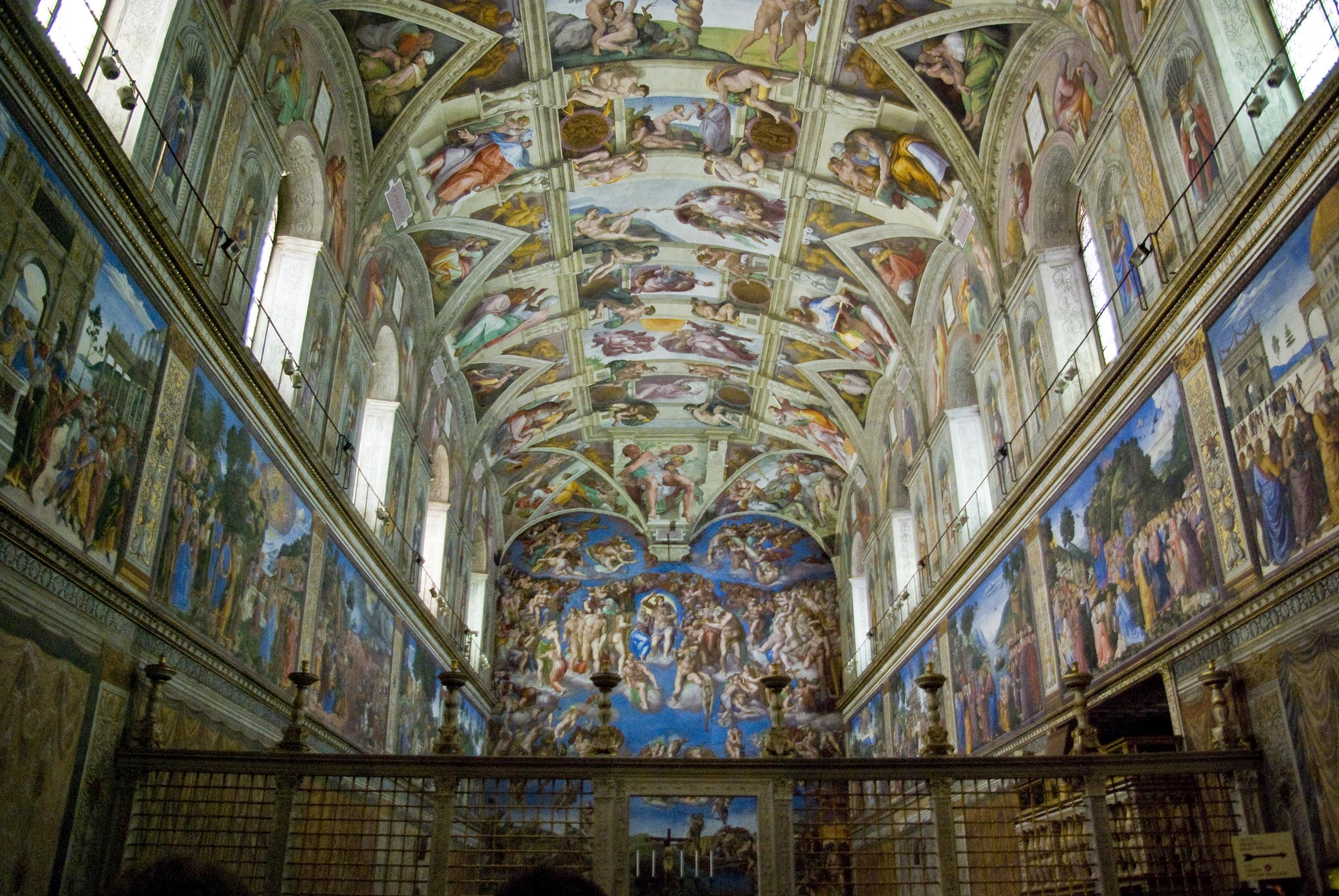
Blick in den Kapellenraum

### Wandgemälde
Die Wandgemälde zeigen jeweils nach Osten Szenen aus dem Leben Jesu auf der Nordseite und aus dem Leben Mose auf der Südseite. Geschaffen wurden die Fresken von verschiedenen Malern der Renaissance: Sandro Botticelli, Pietro Perugino, Domenico Ghirlandaio, Cosimo Rosselli, Biagio d’Antonio und Luca Signorelli.

#### Nordwand: Geschichten aus dem Leben Jesu
Ursprünglich wurden Episoden aus dem Leben Jesu Christi in acht Bildern dargestellt. Der Zyklus begann mit der Geburt Christi, einem Werk von Perugino, das zugunsten des Jüngsten Gerichts von Michelangelo wieder entfernt werden musste. Die Motive aus dem Leben Jesu:
1. Taufe Christi (Perugino)
2. Versuchung Christi (Botticelli)
3. Berufung der ersten Apostel (Ghirlandaio)
4. Bergpredigt (Rosselli)
5. Schlüsselübergabe (Perugino)
6. Das Letzte Abendmahl (Rosselli)

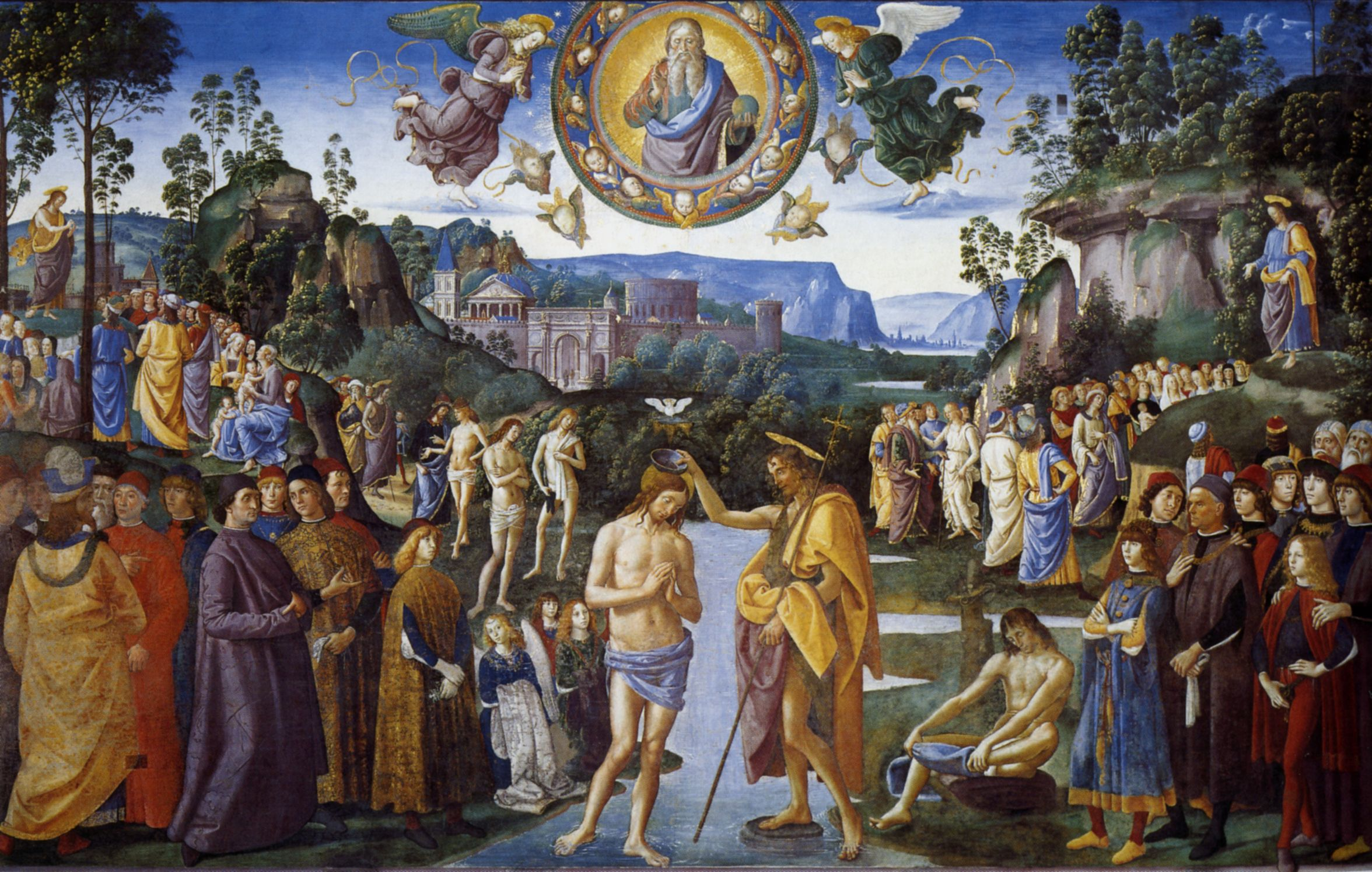
Perugino: Taufe Christi
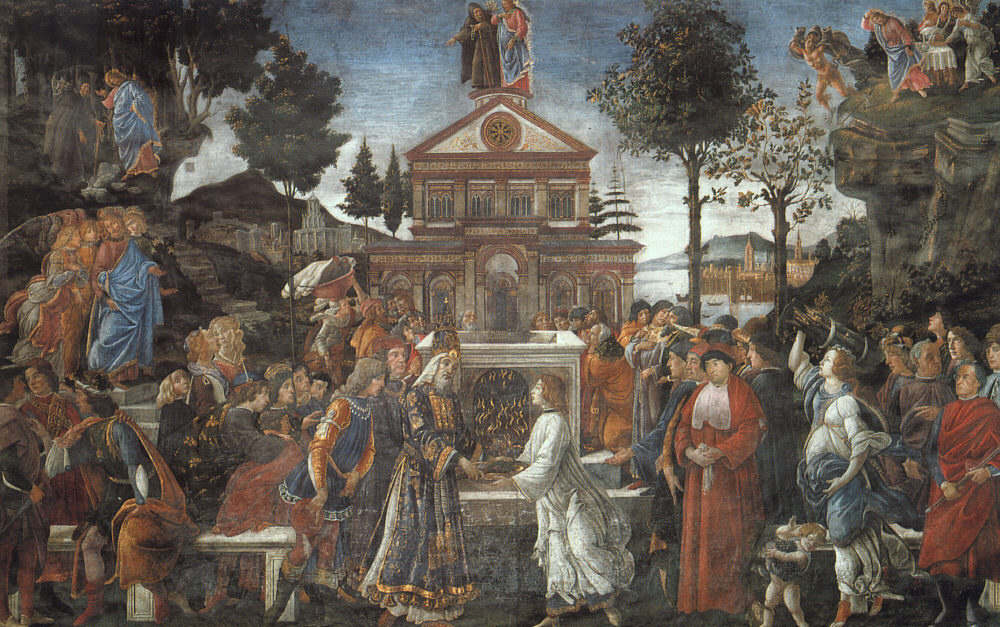
Botticelli: Die Versuchung Christi
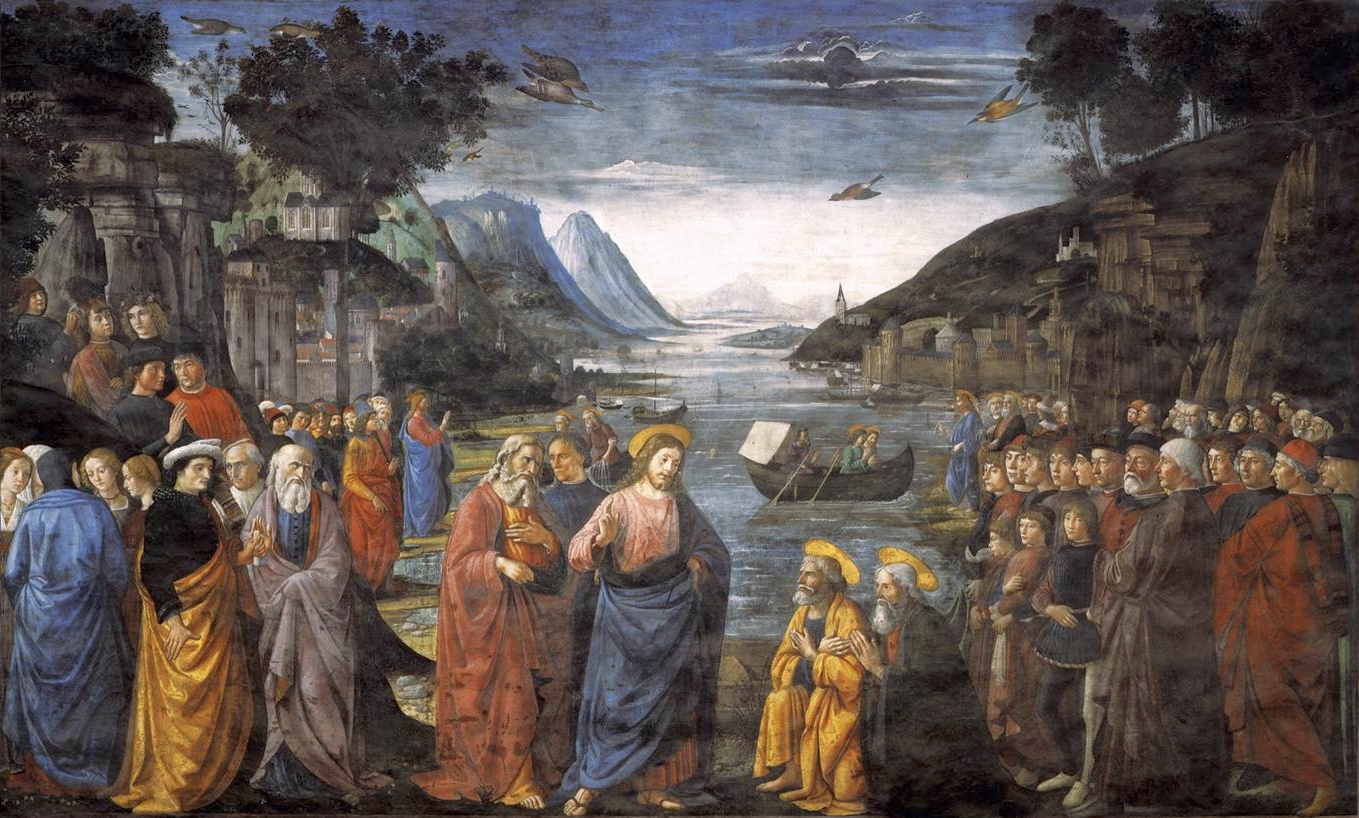
Ghirlandaio: Berufung der ersten Apostel
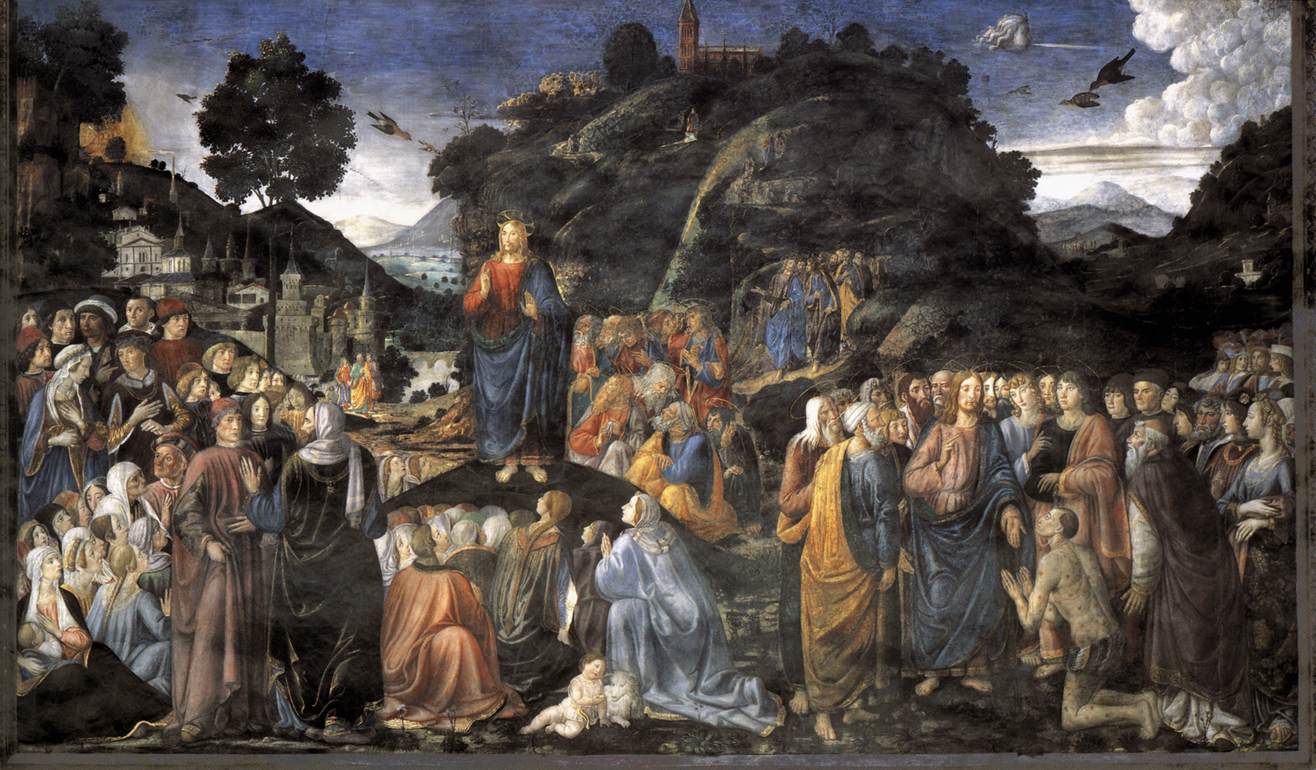
Rosselli: Die Bergpredigt
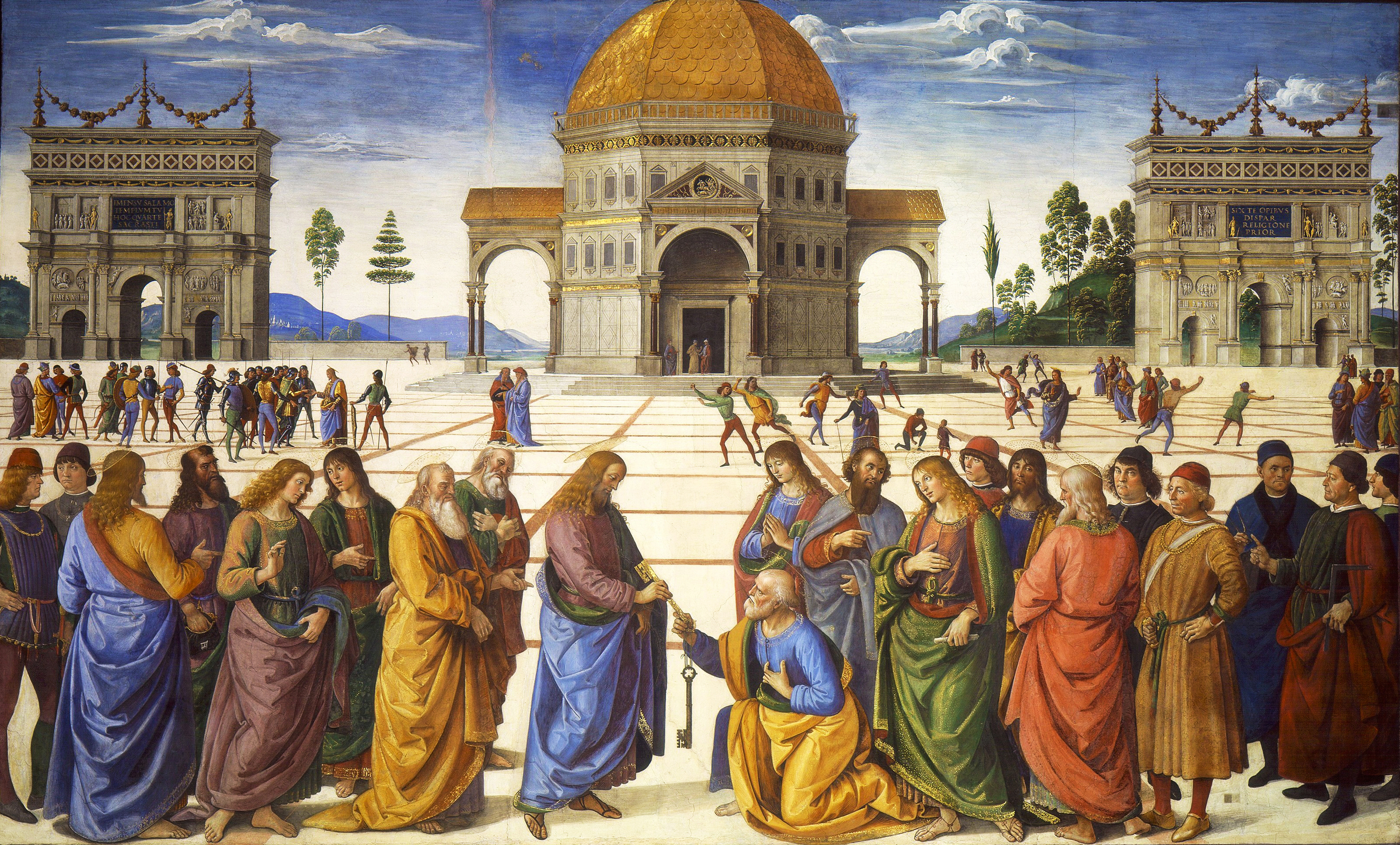
Perugino: Christus übergibt Petrus den Schlüssel zum Himmelreich
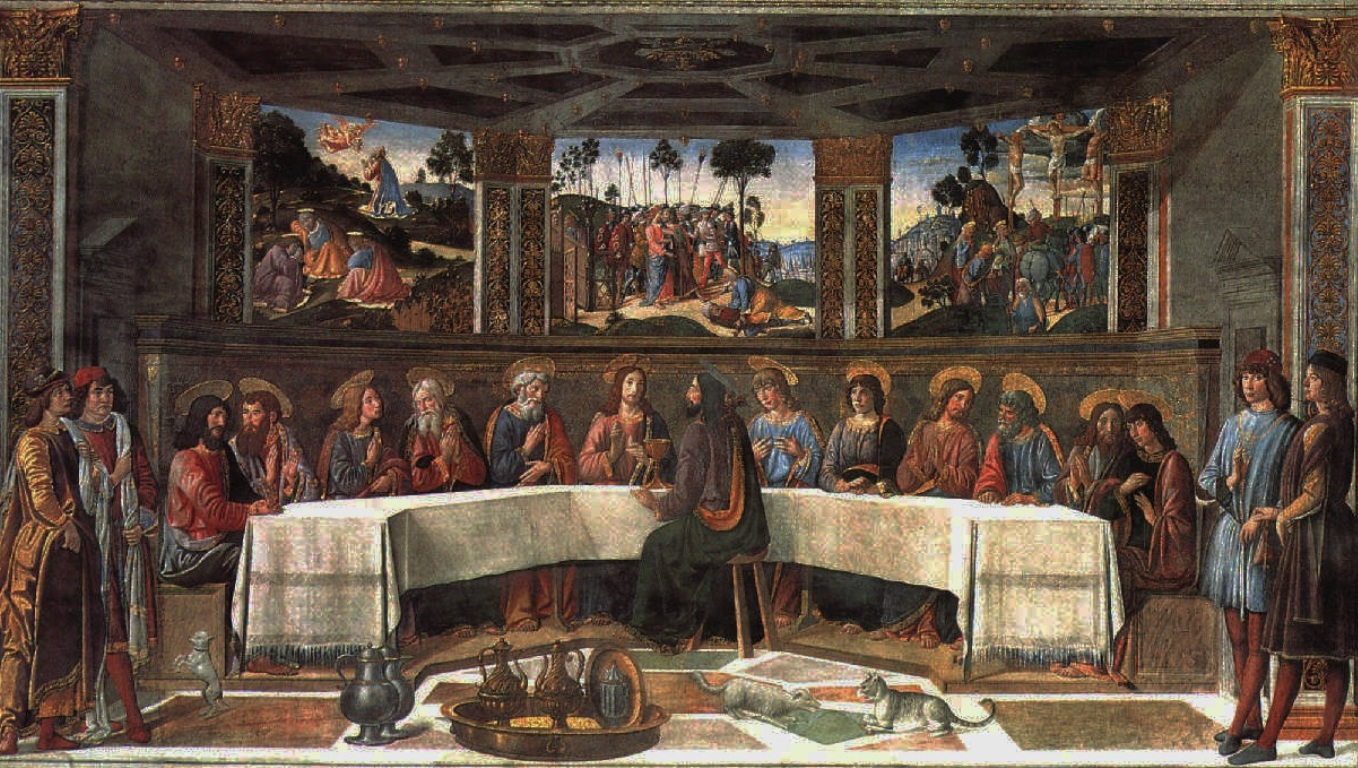
Rosselli: Das letzte Abendmahl

#### Südwand: Leben des Mose
Auch die Geschichten aus dem Leben Mose füllten acht Bildfelder. Das Fresko mit der Auffindung des Mose von Perugino musste ebenfalls dem Jüngsten Gericht Michelangelos weichen. Die Motive aus dem Leben Mose (mit typologischen Parallelen zum Leben Jesu):
1. Wanderung des Mose nach Ägypten (Perugino)
2. Begebenheiten aus dem Leben des Mose (Botticelli)
3. Durchzug durch das Rote Meer (d’Antonio)
4. Übergabe der Gesetzestafeln (Rosselli)
5. Bestrafung von Korach, Datan und Abiram (Botticelli)
6. Testament und Tod des Mose (Signorelli)

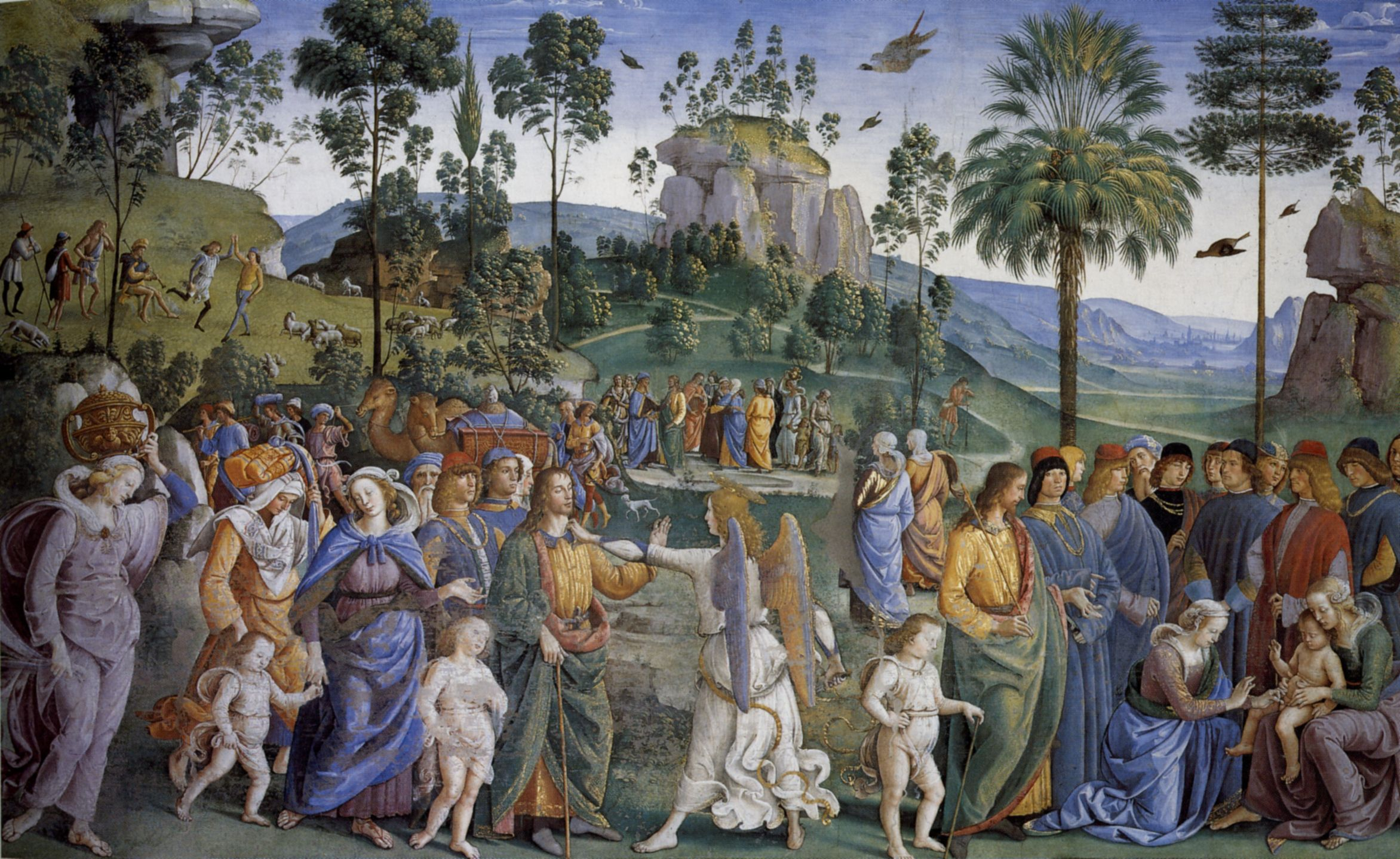
Perugino: Wanderung des Mose nach Ägypten
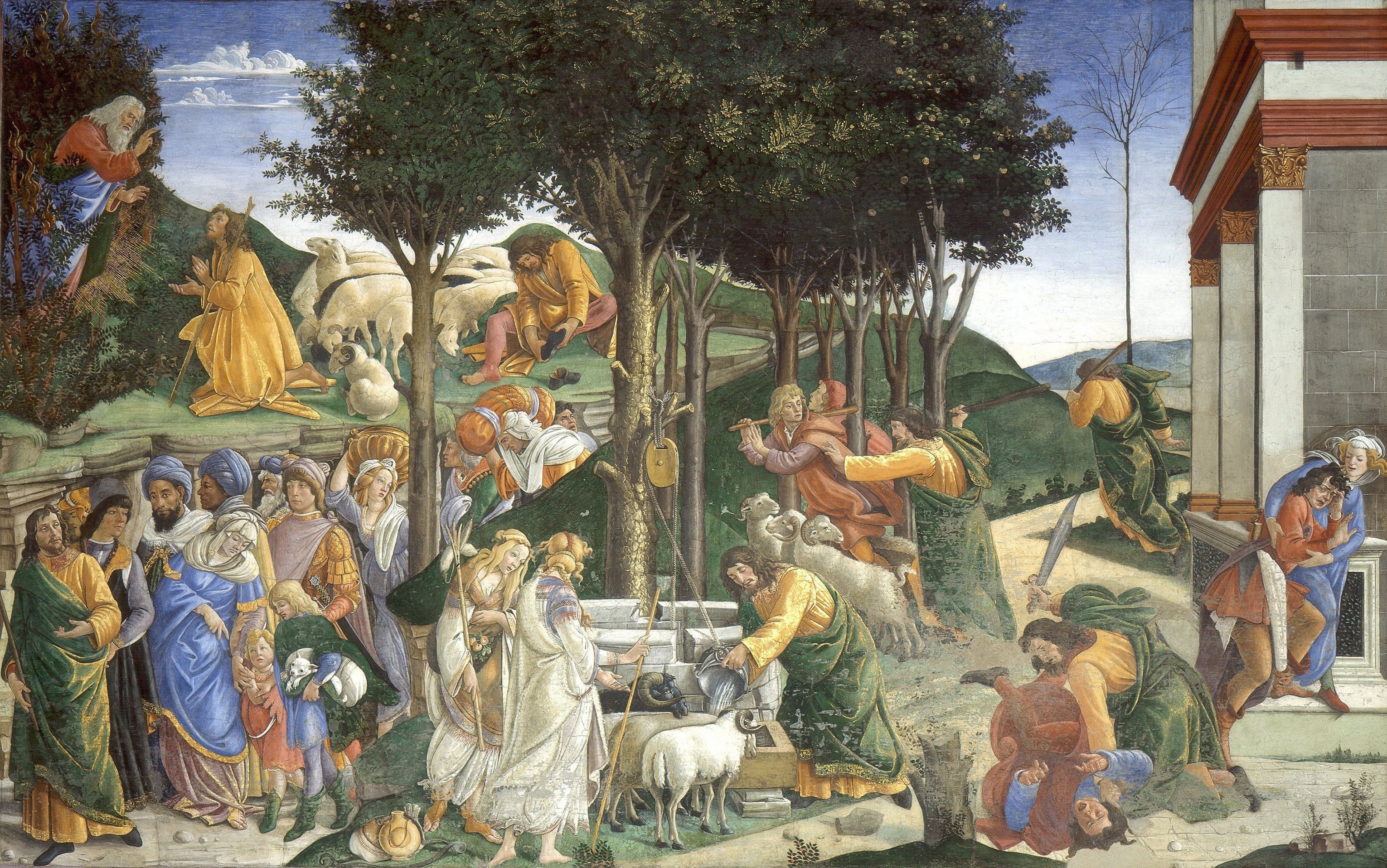
Botticelli: Begebenheiten aus dem Leben des Mose
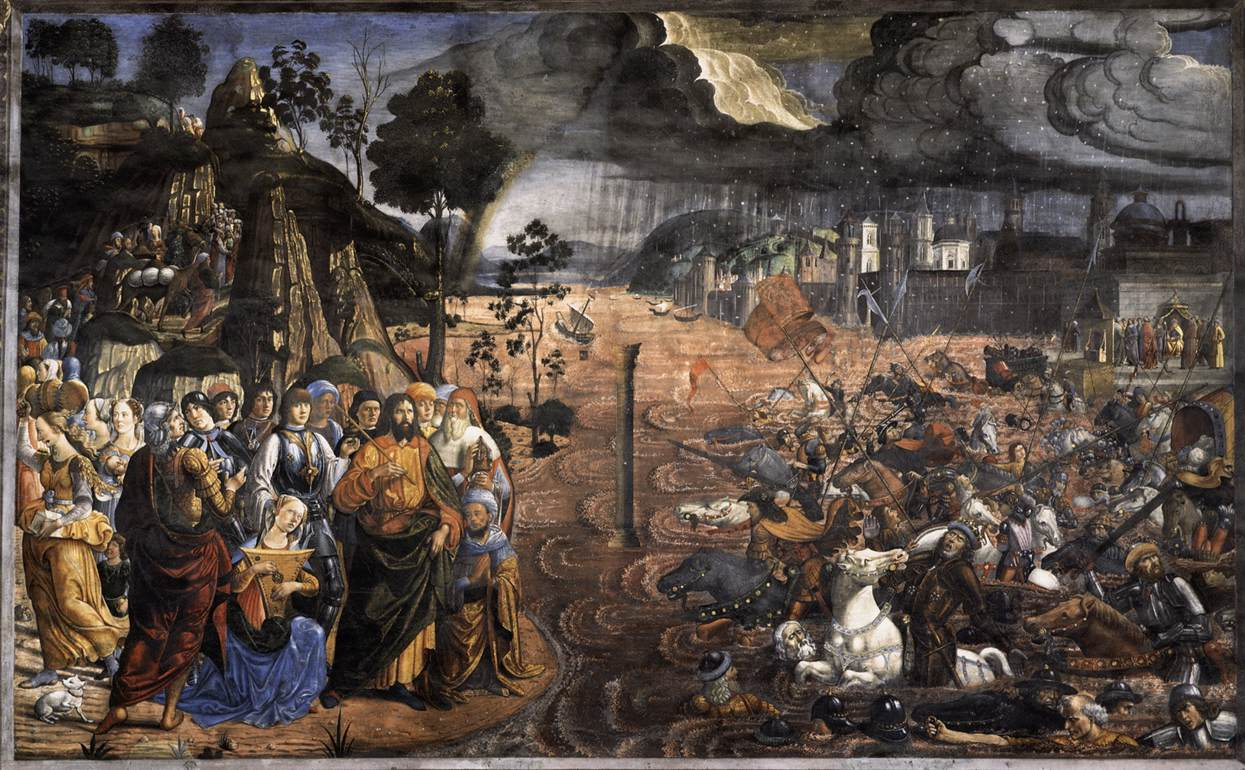
Durchzug durch das Rote Meer
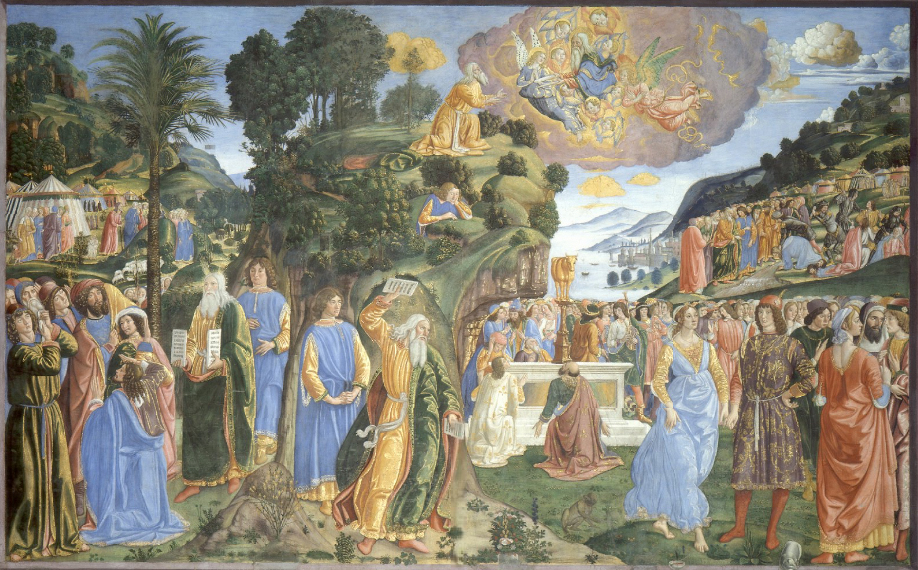
Roselli: Übergabe der Gesetzestafeln
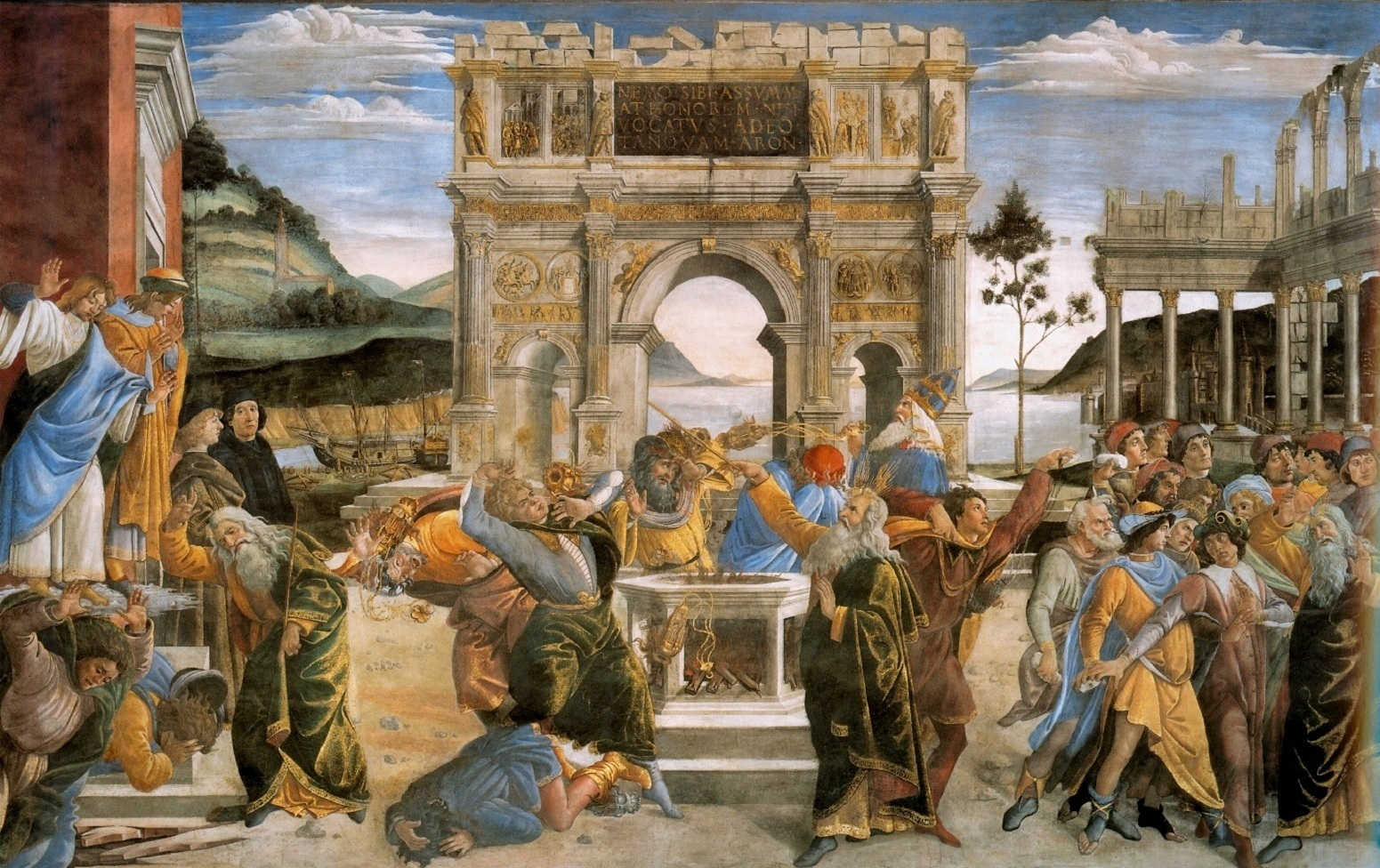
Botticelli: Die Bestrafung von Korach, Datan und Abiram
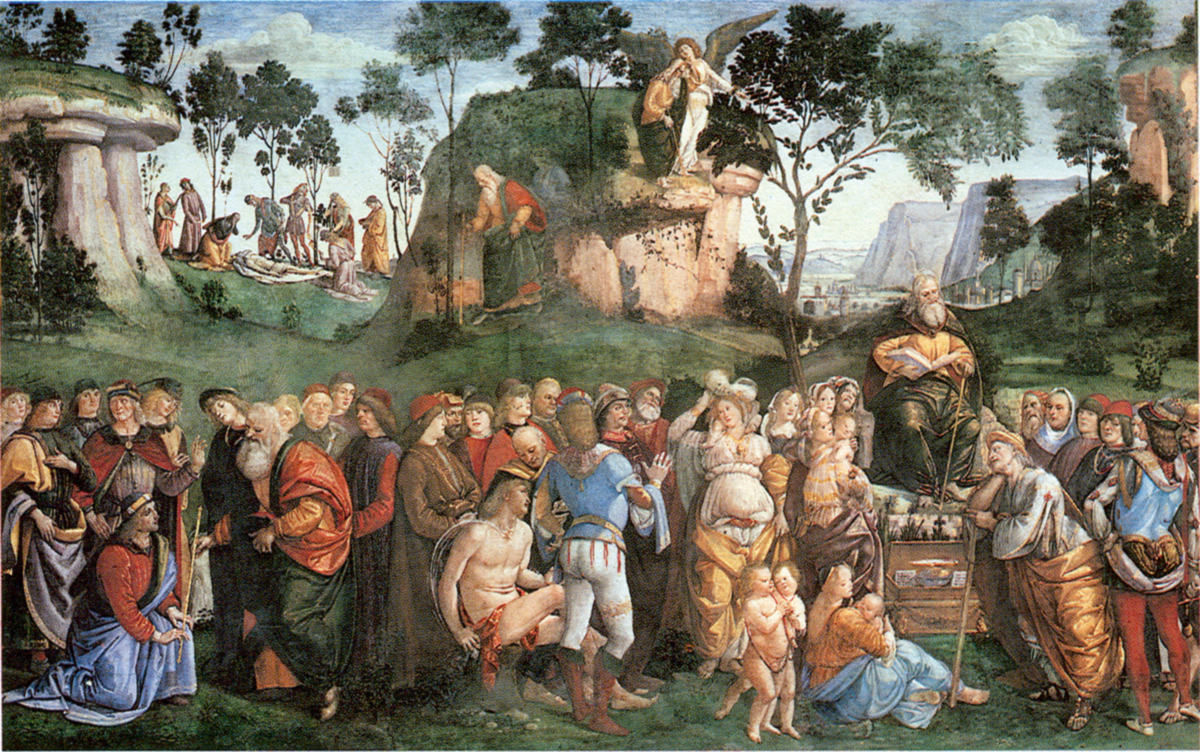
Signorelli: Testament und Tod Mose

#### Ostwand
1. Auferstehung Christi (ursprünglich von Ghirlandaio, 1522 zerstört, 60 Jahre später von Hendrick van den Broeck erneuert)
2. Streit um den Leichnam von Mose (ursprünglich von Signorelli, 1522 zerstört, 60 Jahre später von Matteo Perez d’Aleccio erneuert)

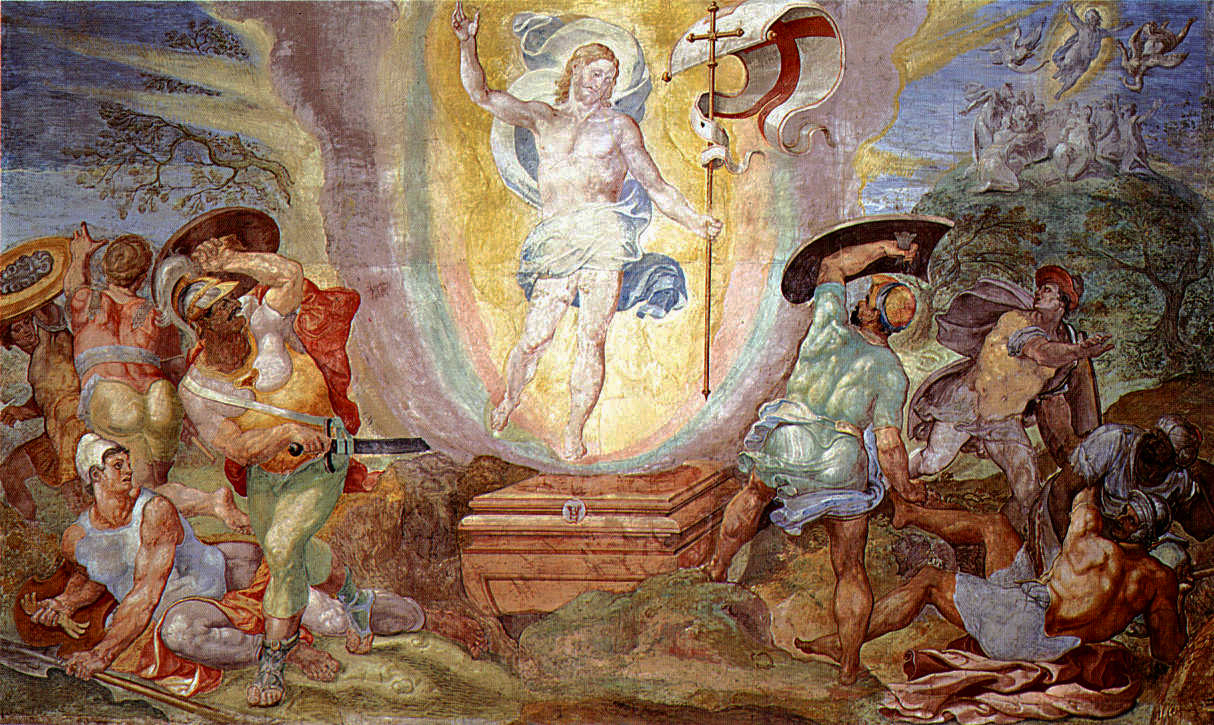
Hendrick van den Broeck: Auferstehung Christi
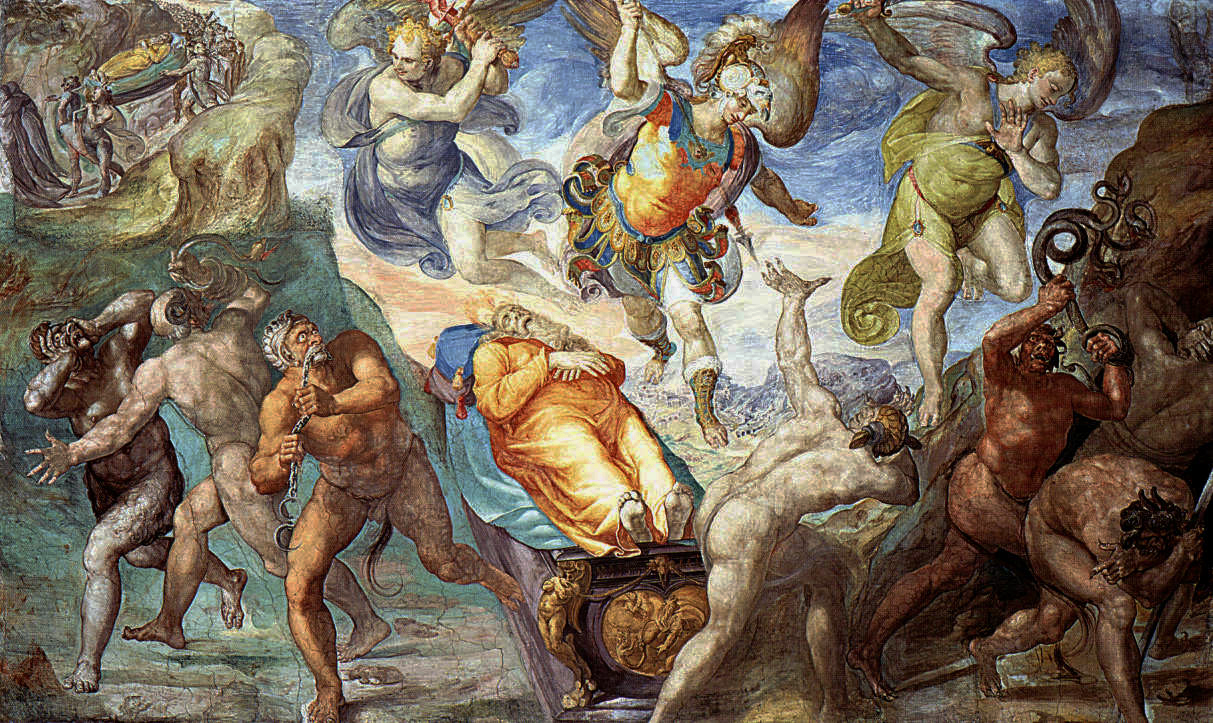
Matteo Perez d’Aleccio: Streit um den Leichnam von Mose

### Deckengemälde
Die Decke der Sixtinischen Kapelle war zur Zeit ihrer Weihe ornamental verziert, möglicherweise als Sternenhimmel gestaltet. Besondere Berühmtheit erlangte sie durch ihre spätere Ausschmückung mit Fresken. Die Deckenmalereien schuf Michelangelo Buonarroti zwischen 1508 und 1512 im Auftrag von Papst Julius II. Sie wurden am Vorabend des Allerheiligenfestes 1512 enthüllt und zeigen Szenen aus der Genesis auf insgesamt 520 m² mit 115 überlebensgroßen Charakteren. Besonders der Ausschnitt Die Erschaffung Adams ist ein weltbekanntes und oft reproduziertes Werk. Es zeigt, wie Gottvater mit ausgestrecktem Finger Adam zum Leben erweckt.

#### Zentrale Bildfelder

Deckenfresken, Übersicht

Der zentrale Grat besteht aus neun waagerechten Bildfeldern unterschiedlicher Größe, die die Szenen aus dem Alten Testament darstellen, wobei immer drei Felder zusammengehören: Schöpfung, Adam und Eva sowie Noah. Michelangelo malte diese Fresken in umgekehrter zeitlicher Reihenfolge, indem er mit der Trunkenheit Noahs begann. Ab der Erschaffung Evas wird die Darstellung monumentaler, auch die begleitenden Propheten und Sibyllen werden expressiver. Diese narrativen Felder sind umgeben von Motiven aus der Bibel und der antiken Mythologie.
1. Die Scheidung von Licht und Finsternis: „Und Gott sprach, es werde Licht!“ (Genesis 1, 3–5)
2. Die Erschaffung der Sonne, des Mondes und der Pflanzen: „Und Gott machte zwei große Lichter: ein großes Licht, das den Tag regiere, und ein kleines Licht, das die Nacht regiere …“ (Genesis 1, 16–17)
3. Die Scheidung von Land und Wasser: „Und Gott sprach: Es werde eine Feste zwischen den Wassern, die da scheide zwischen den Wassern.“ (Genesis 1, 6–7)
4. Die Erschaffung Adams: „Und Gott sprach: Lasset uns den Menschen machen …“ (Genesis 1, 26)
5. Die Erschaffung Evas: „Da ließ Gott der Herr einen tiefen Schlaf fallen auf den Menschen, und er schlief ein. Und er nahm eine seiner Rippen und schloss die Stelle mit Fleisch. Und Gott der Herr baute ein Weib aus der Rippe, die er von dem Menschen nahm.“ (Genesis 2, 21–23)
6. Der Sündenfall und die Vertreibung aus dem Paradies: „Da sprach die Schlange zum Weibe: … und ihr werdet sein wie Gott und wissen, was gut und böse ist.“ (Genesis 3, 4–7)
7. Das Opfer Noahs: „Noah aber baute dem Herrn einen Altar und nahm von allem reinen Vieh und von allen reinen Vögeln und opferte Brandopfer auf dem Altar.“ (Genesis 8, 20)
8. Die Sintflut: „Da sprach Gott zu Noah: Das Ende allen Fleisches ist bei mir beschlossen, denn die Erde ist voller Frevel …“ (Genesis 6, 13 und 7, 6)
9. Die Trunkenheit Noahs: „Und da er von dem Wein trank, ward er trunken und lag im Zelt aufgedeckt.“ (Genesis 9, 20–22)

Zentrale Bildfelder
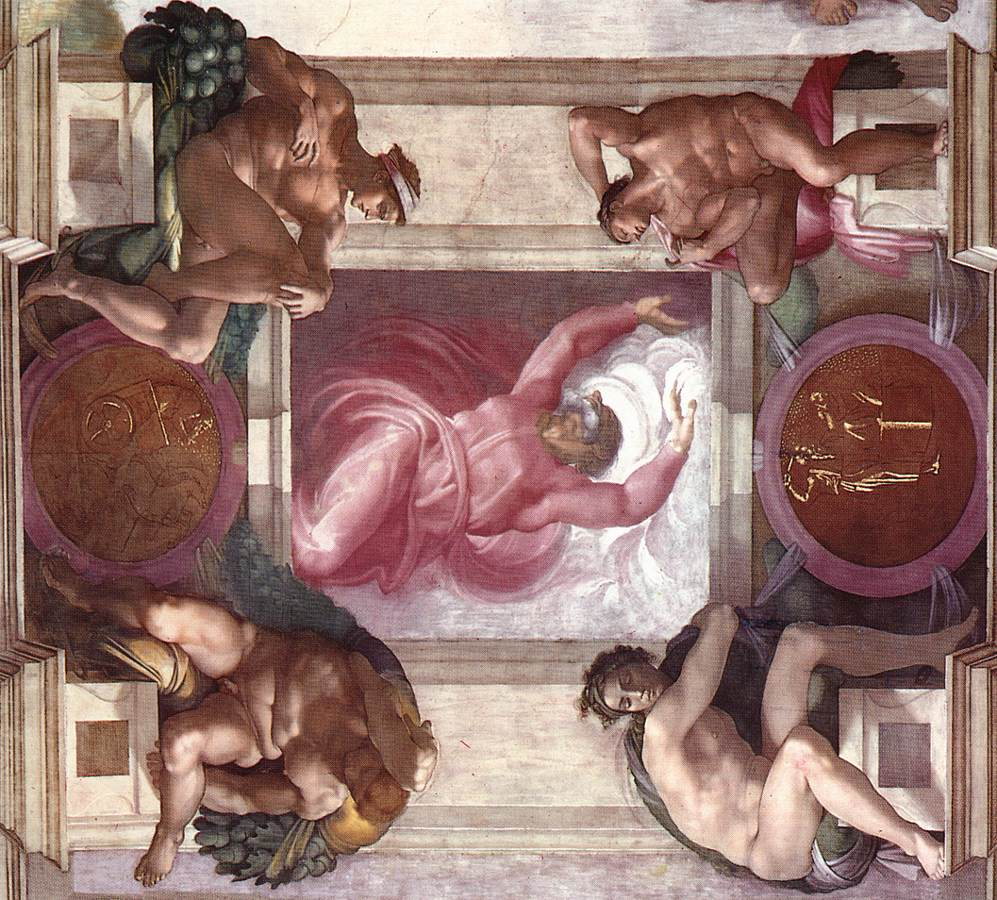
Die Scheidung von Licht und Finsternis
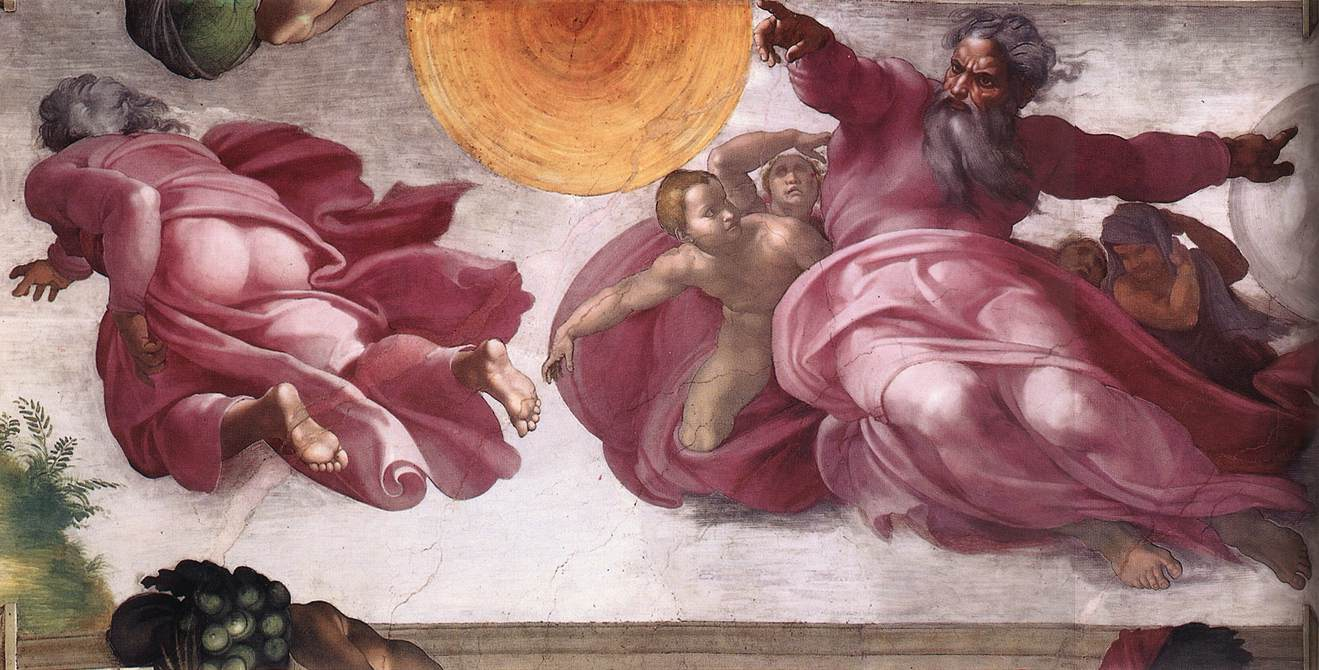
Die Erschaffung der Sonne, des Mondes und der Pflanzen
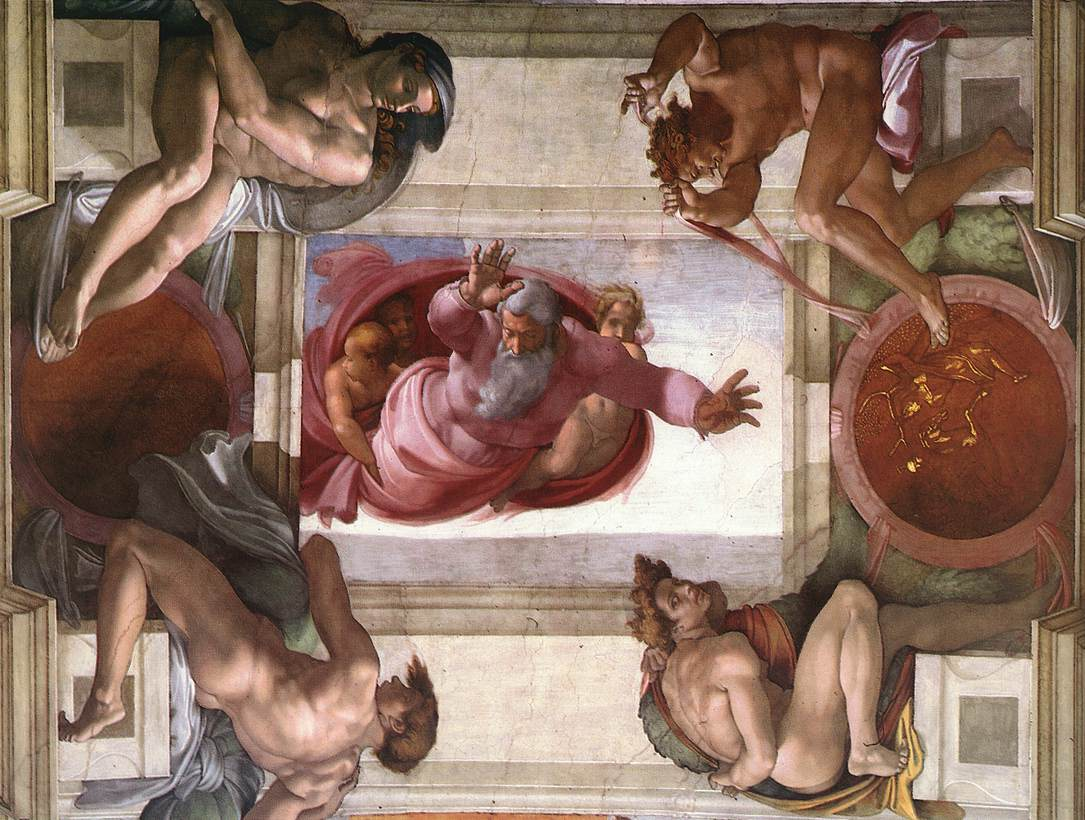
Die Scheidung von Land und Wasser
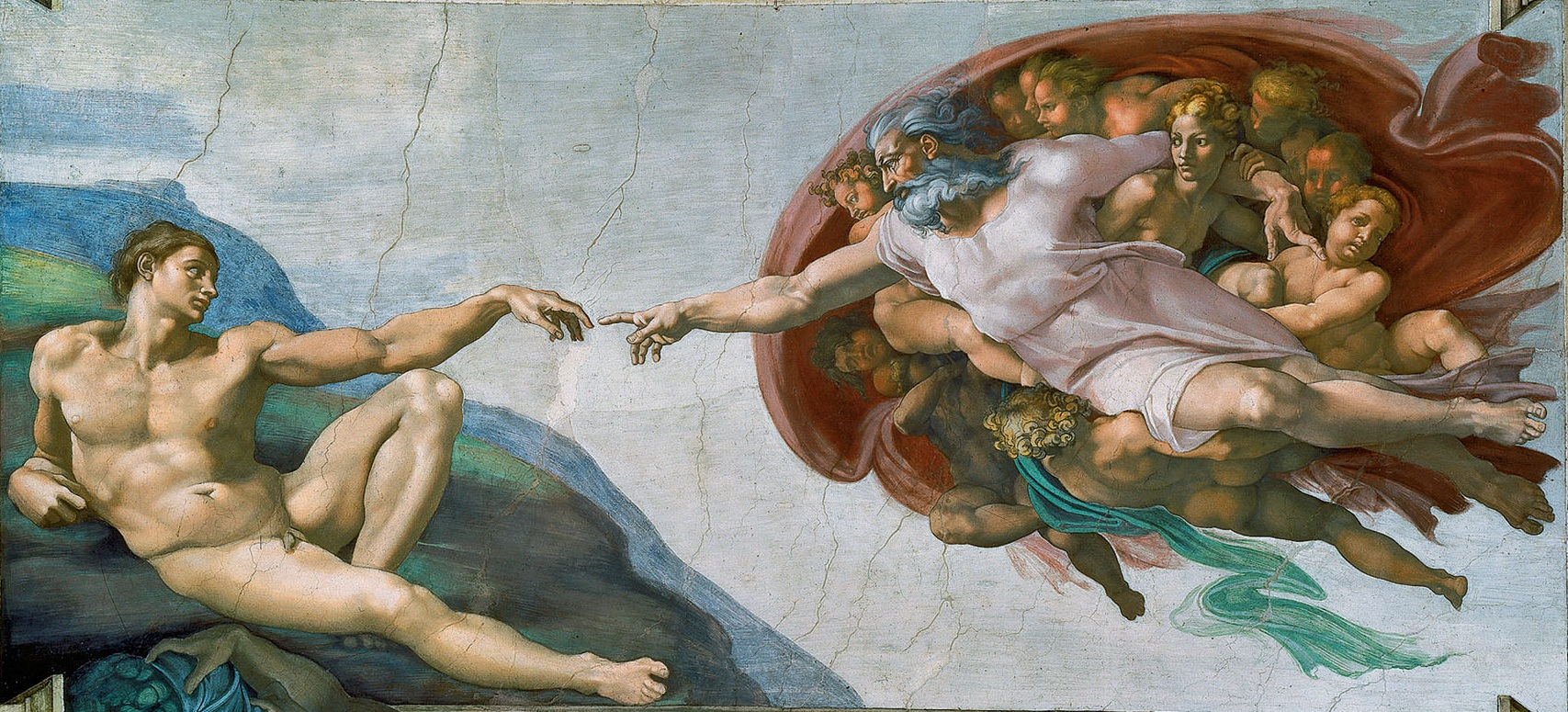
Die Erschaffung Adams
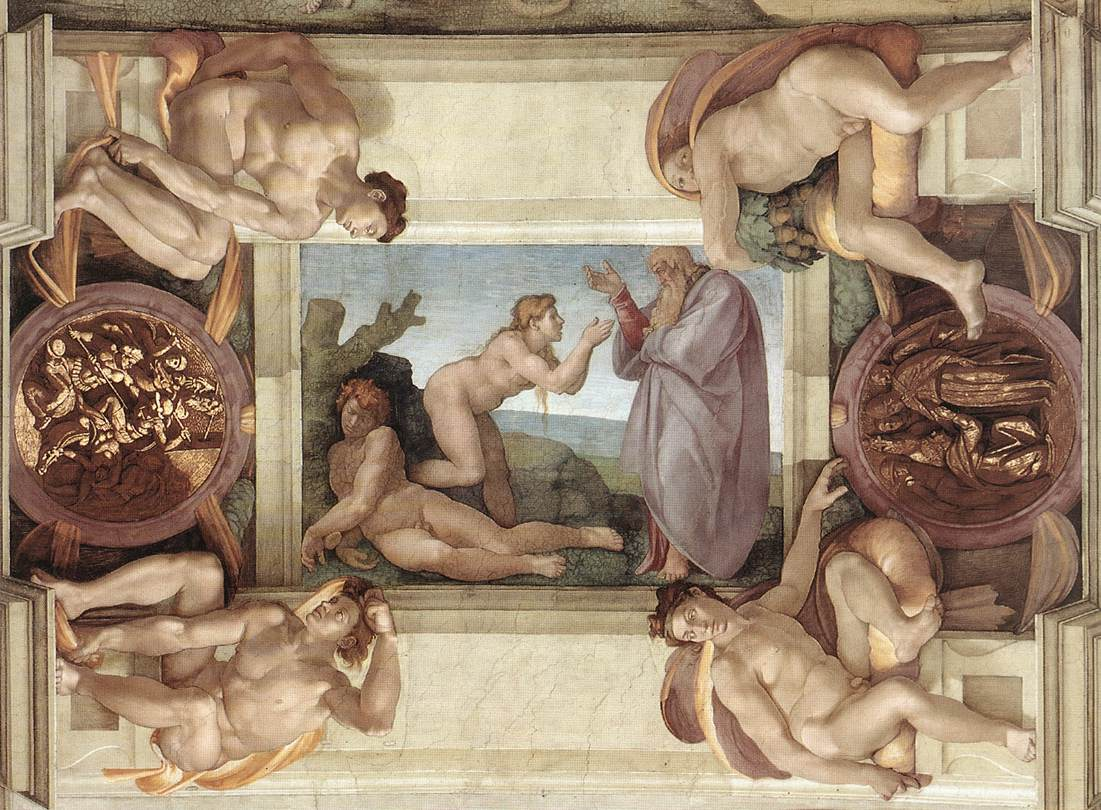
Die Erschaffung Evas
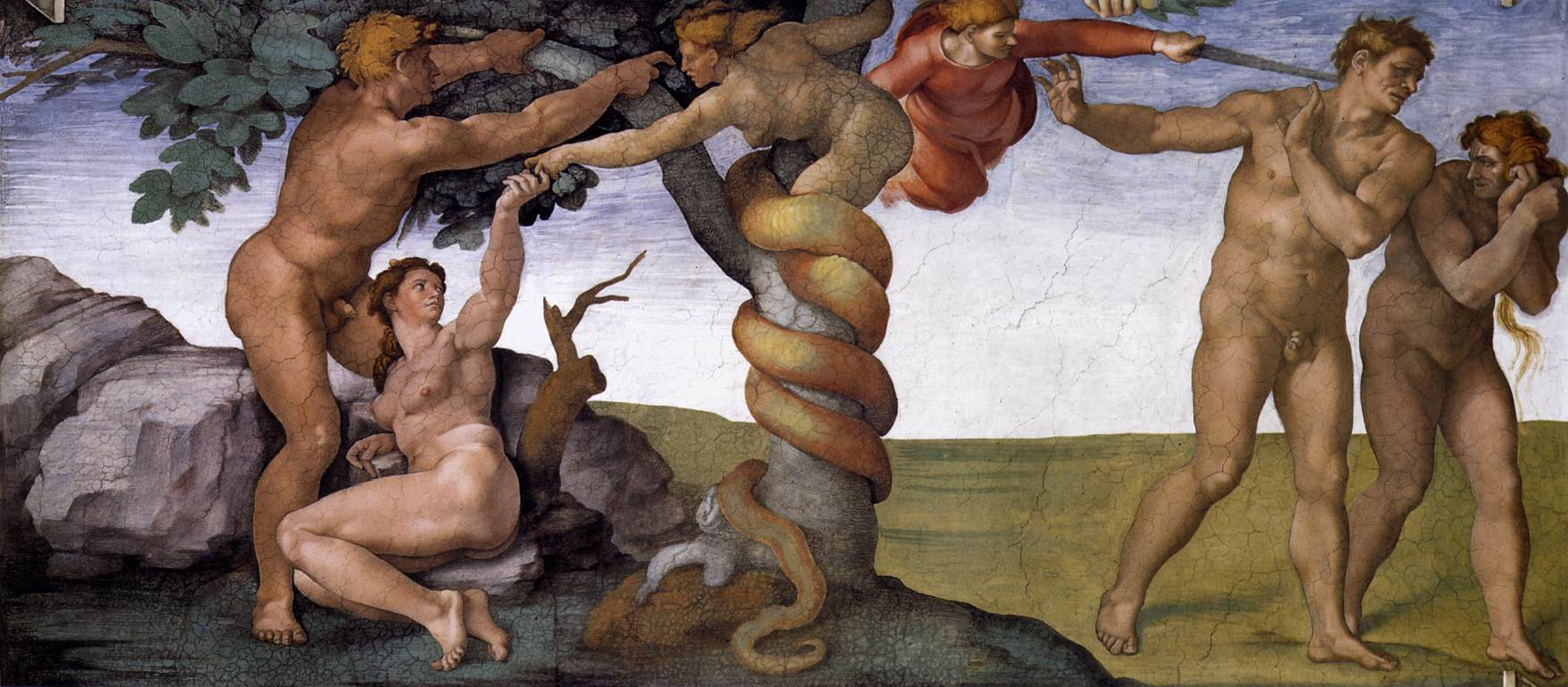
Der Sündenfall und die Vertreibung aus dem Paradies
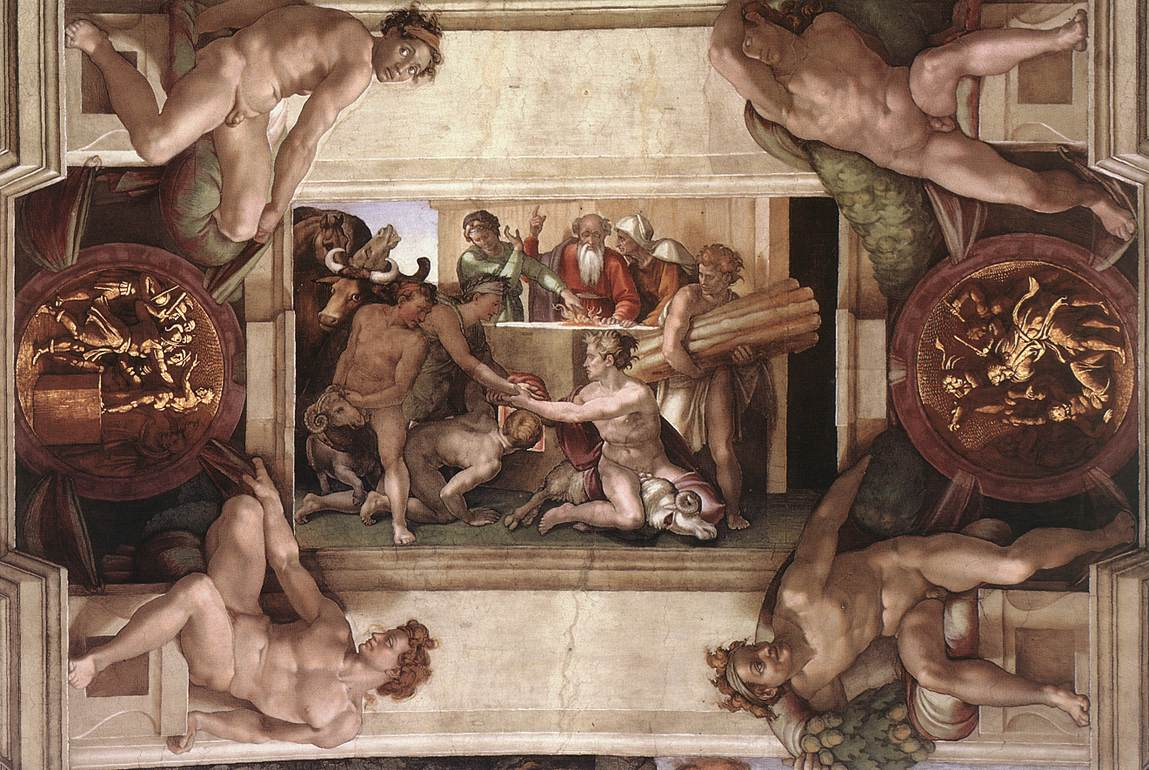
Das Opfer Noahs
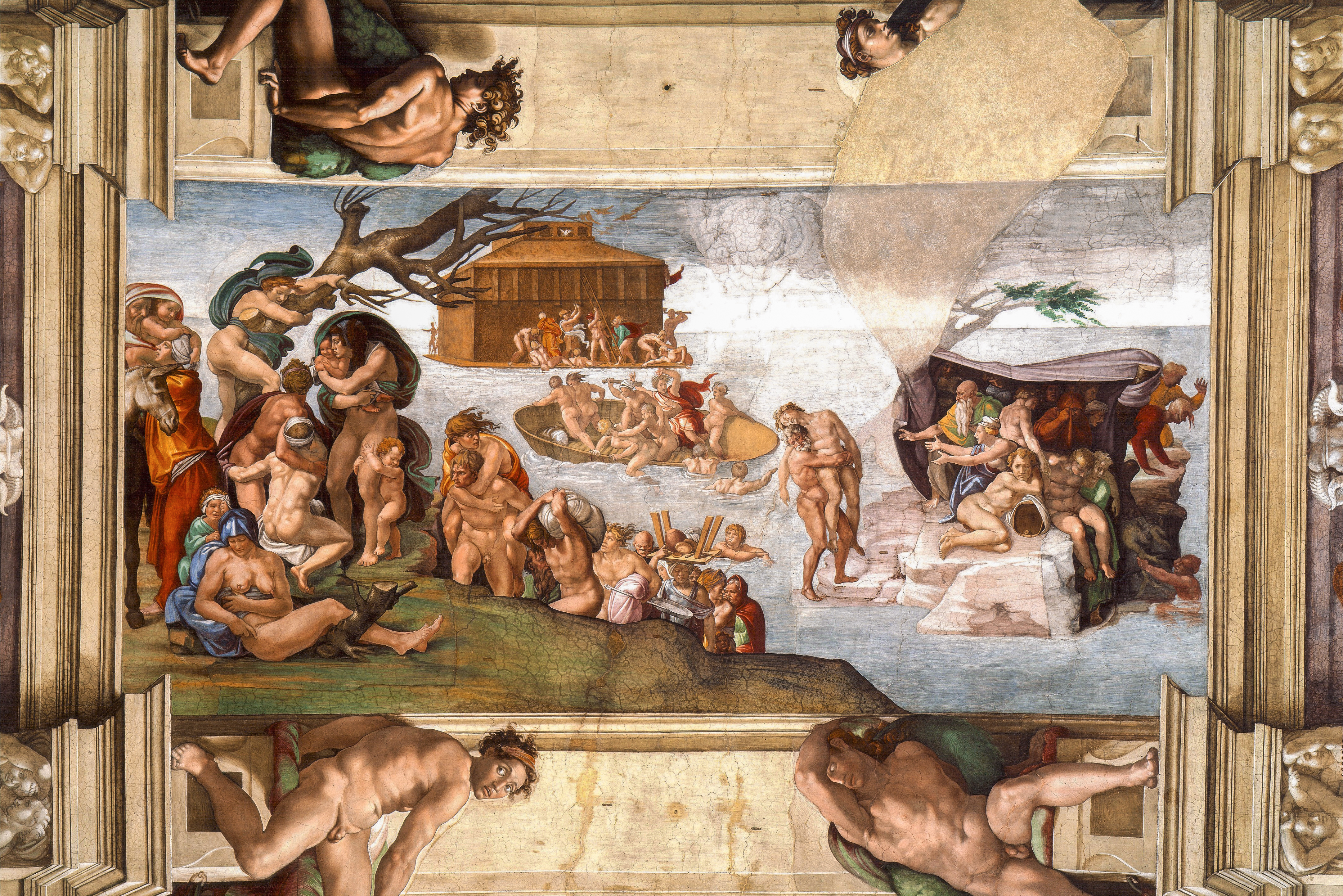
Die Sintflut
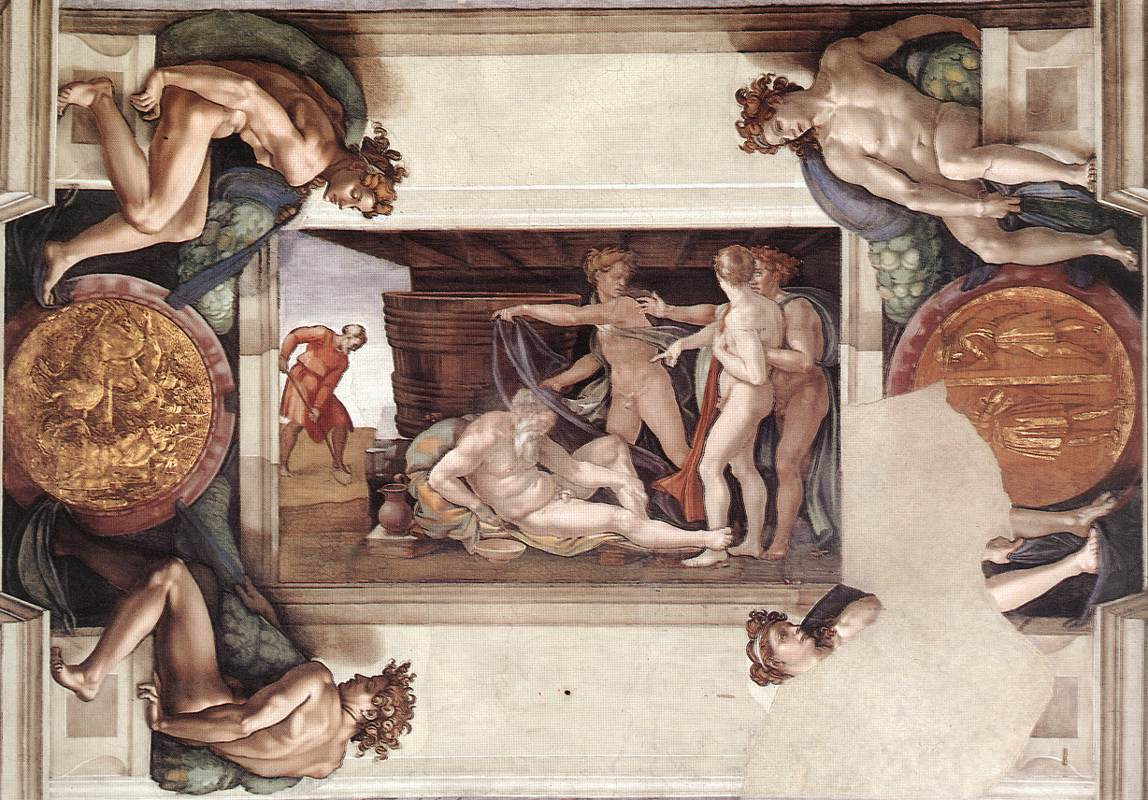
Die Trunkenheit Noahs

#### Benachbarte Darstellungen

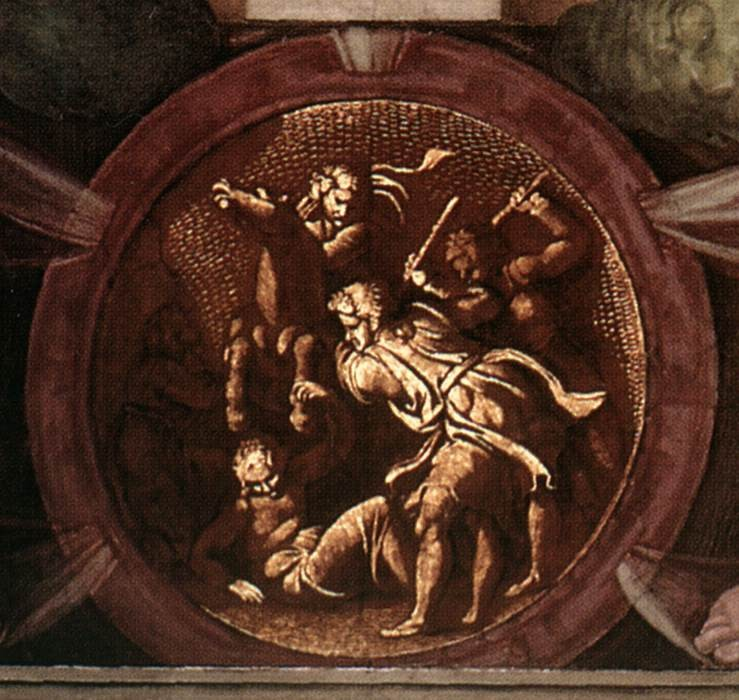
Medaillon mit dem Tod des Urija

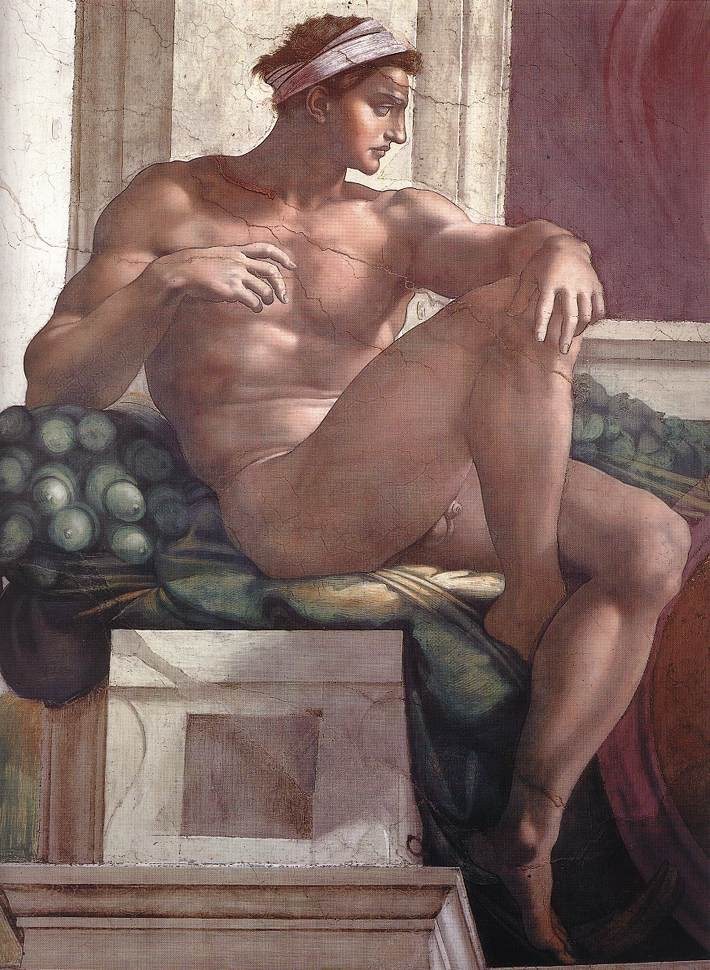
Ignudo

1. Medaillons: vergoldete Kreisscheiben mit Darstellung der Kämpfe aus dem Buch der Könige. Sie wurden von Michelangelos Helfern angefertigt, wobei auffällt, dass die vor dem Jahr 1511 gemalten Medaillons sorgfältiger ausgeführt wurden als die späteren.
2. Ignudi: Darstellung 20 nackter, muskulöser junger Männer, die mit Bändern und Eichenblättern geschmückt sind (Traubeneiche heißt übrigens auf Italienisch „rovere“ und ist eine Anspielung auf den Familiennamen des Papstes Julius II.: „della Rovere“).

#### Propheten und Sibyllen
Neben den Propheten des Alten Testaments stellte Michelangelo auch Sibyllen dar, Figuren aus der antiken Mythologie, die ebenfalls die Gabe der Weissagung besessen haben sollen. Die bekannteste dieser Sibyllen ist die Cumäische, die die Geburt eines Erlösers vorhergesagt haben soll:
Das letzte Zeitalter, das von der Cumäischen Sibylle besungen wurde, wird kommen: „[…] seid freundlich gegenüber dem Knaben, der geboren werden wird […].“ (Vergil, IV. Ekloge)
Begleitet werden diese Darstellungen von Genien, die vermutlich deren Gedanken verkörpern und einen Kontrast zu deren Monumentalität bieten. Auffällig ist, dass die Propheten und Sibyllen von einem Ende der Kapelle zum anderen größer werden. Es ist möglich, dass Michelangelo dadurch die perspektivische Verkürzung korrigieren wollte.
1. Prophet Sacharja
2. Delphische Sibylle
3. Prophet Jesaja
4. Sibylle von Cumae
5. Prophet Daniel
6. Libysche Sibylle
7. Prophet Jona
8. Prophet Jeremia
9. Persische Sibylle
10. Prophet Ezechiel
11. Sibylle von Erythrai
12. Prophet Joel

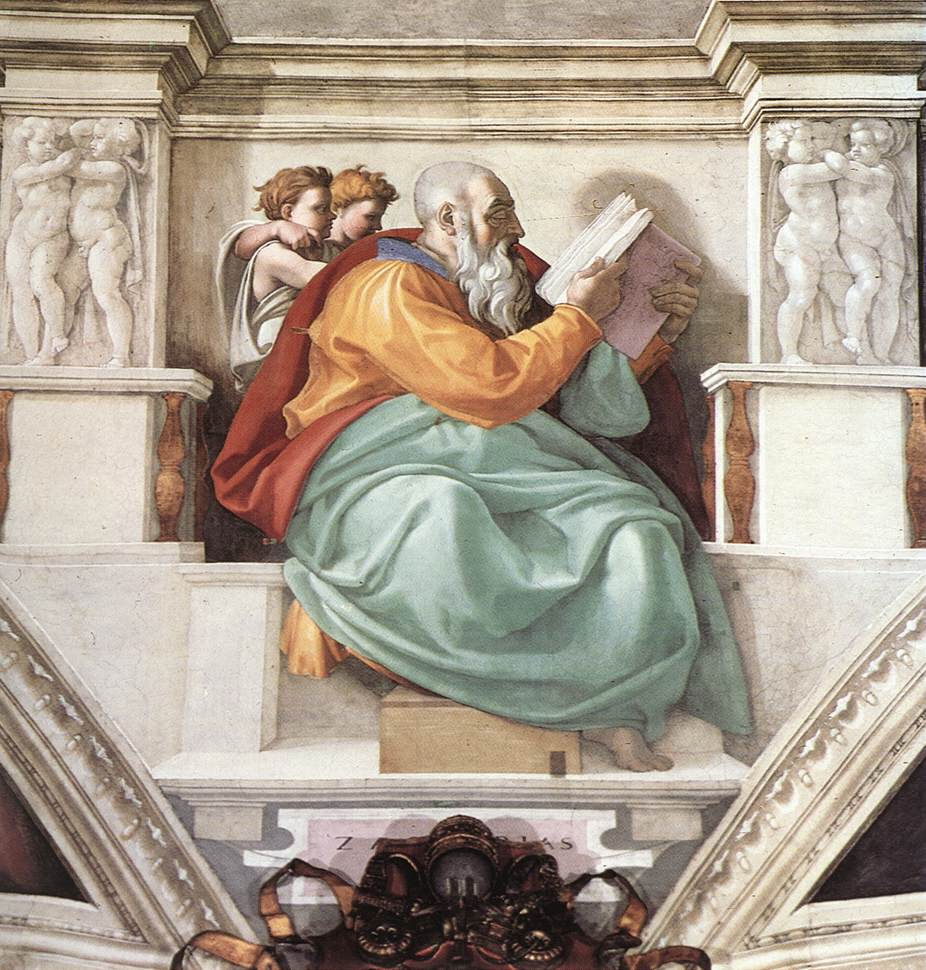
Prophet Sacharja
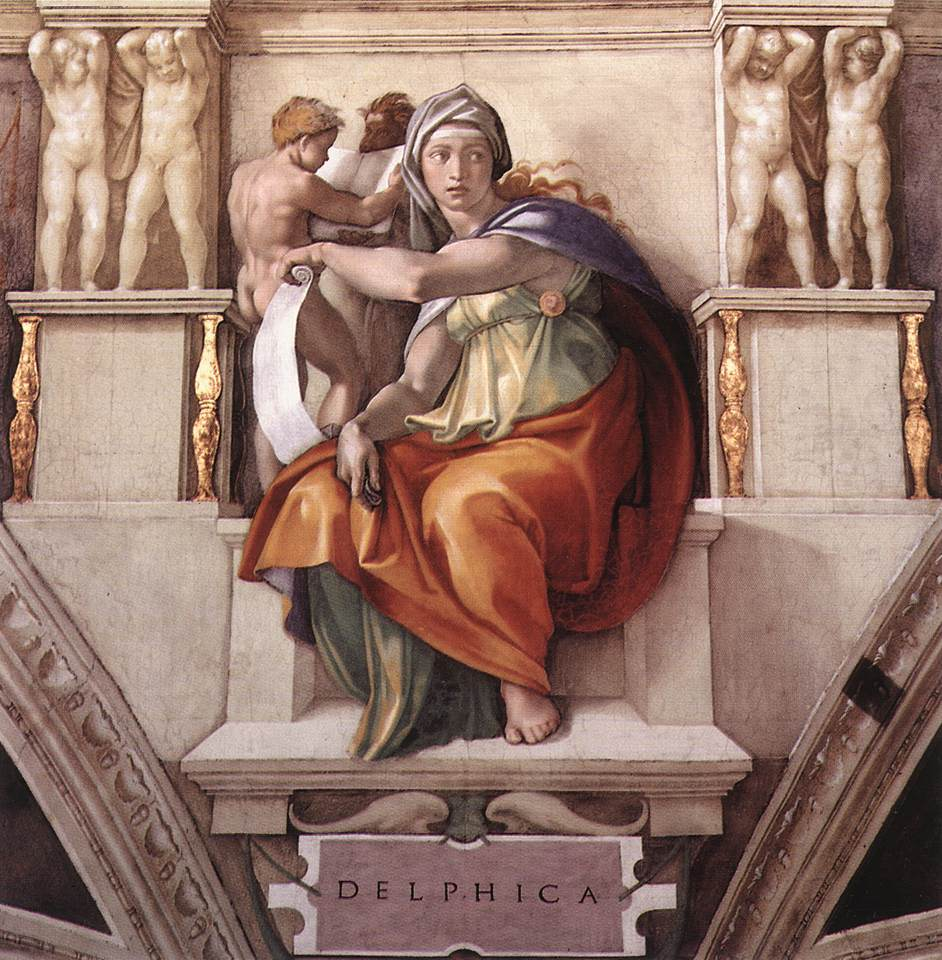
Delphische Sibylle
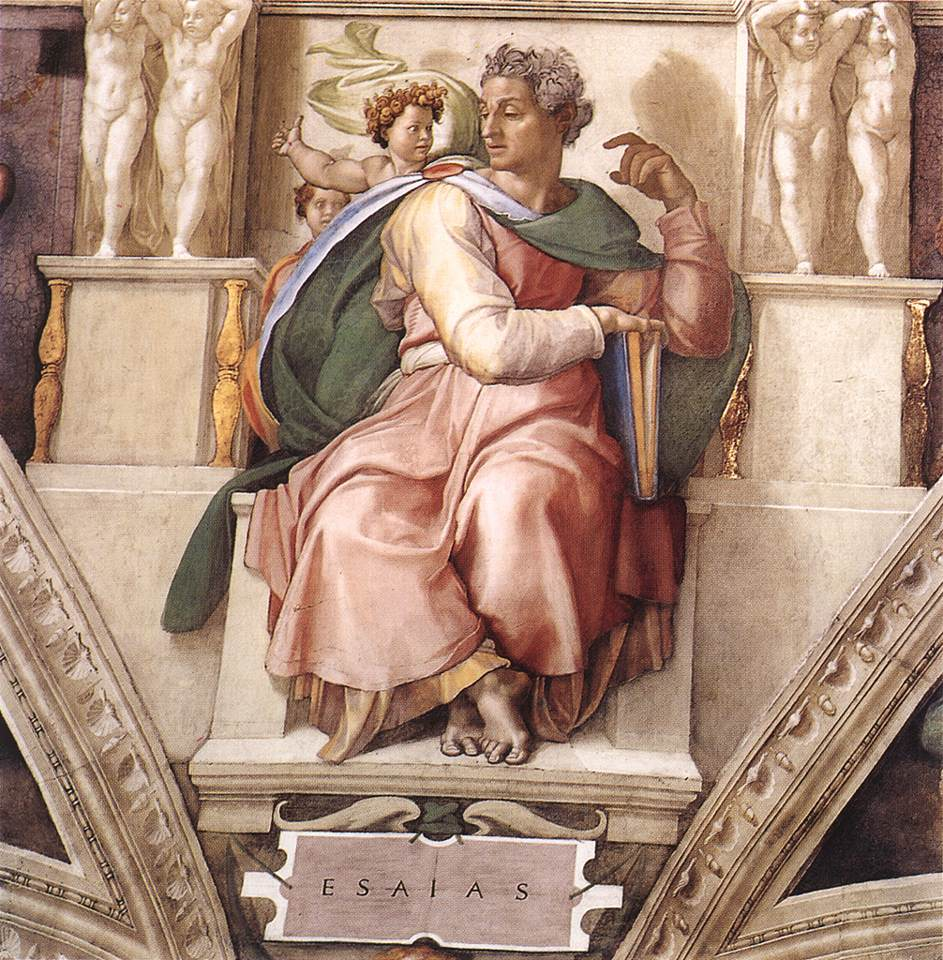
Prophet Jesaja
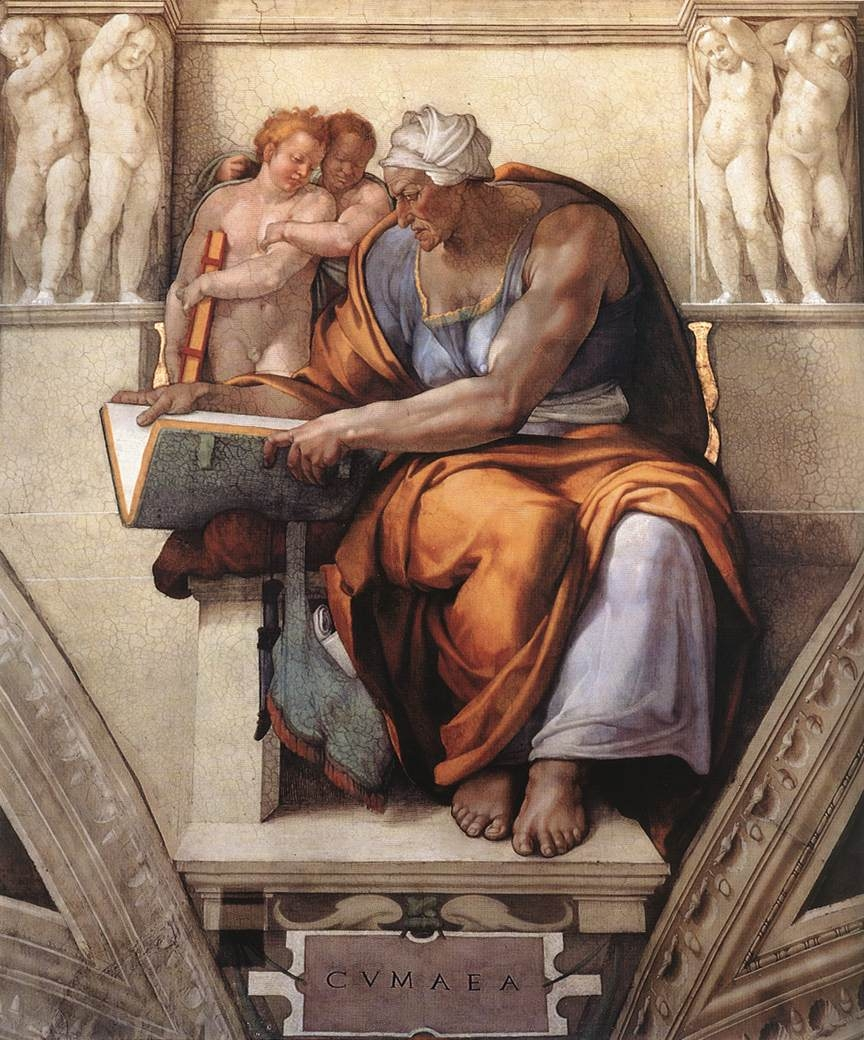
Sibylle von Cumae
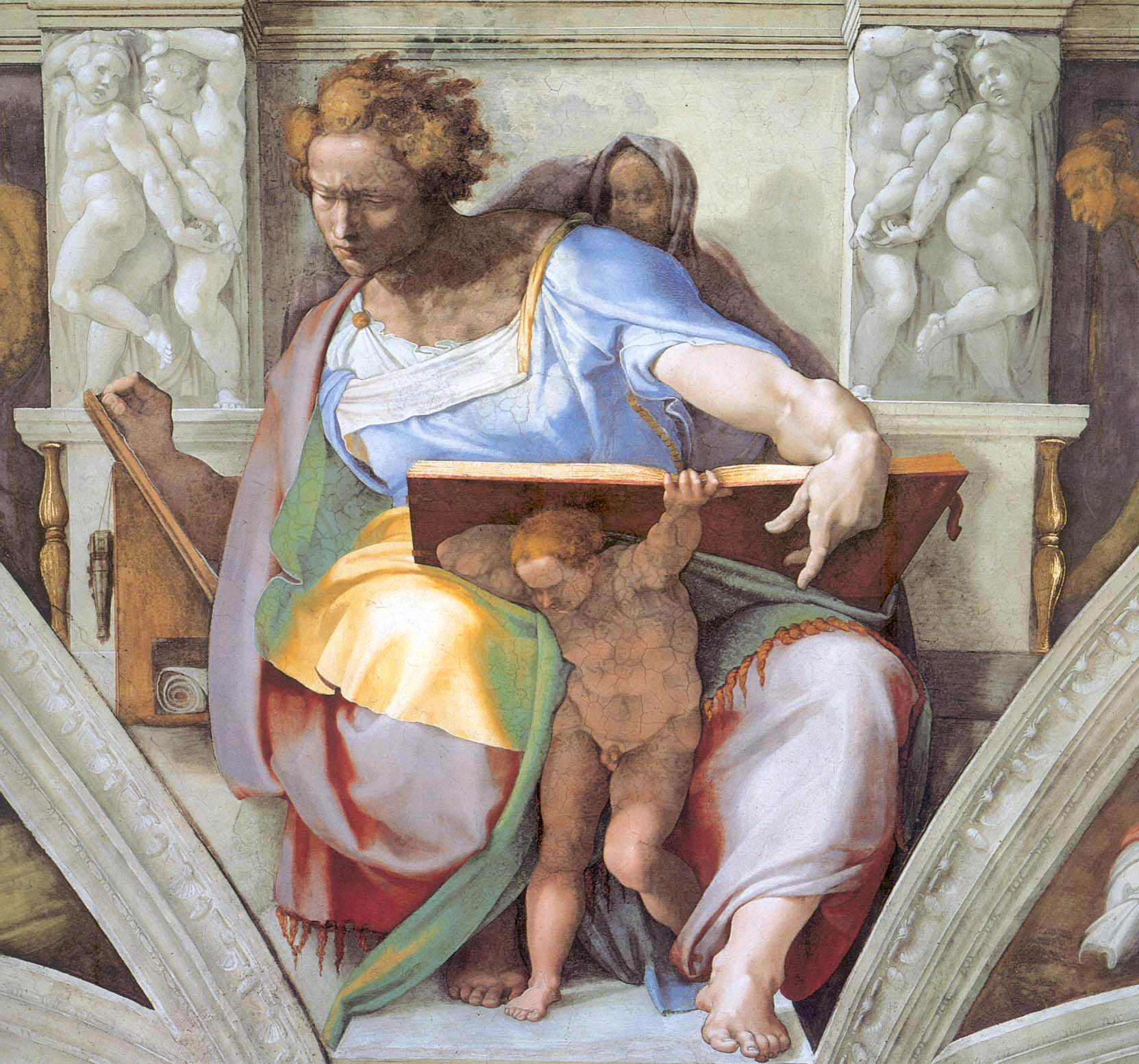
Prophet Daniel
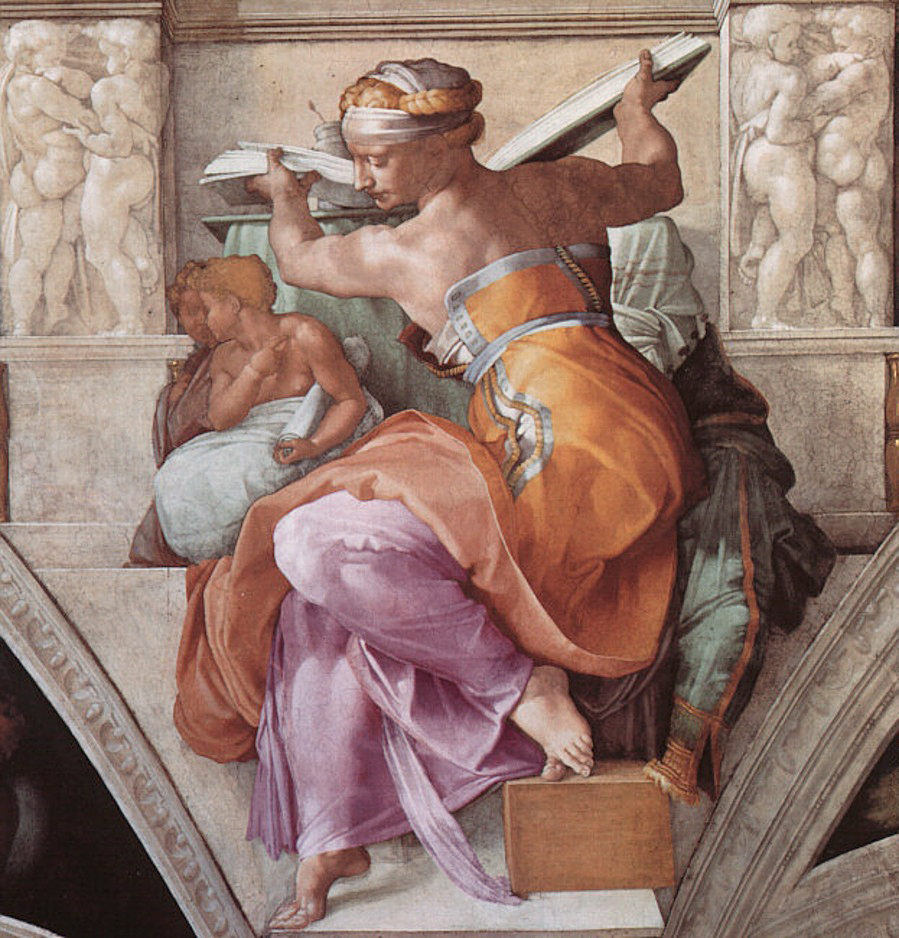
Libysche Sibylle
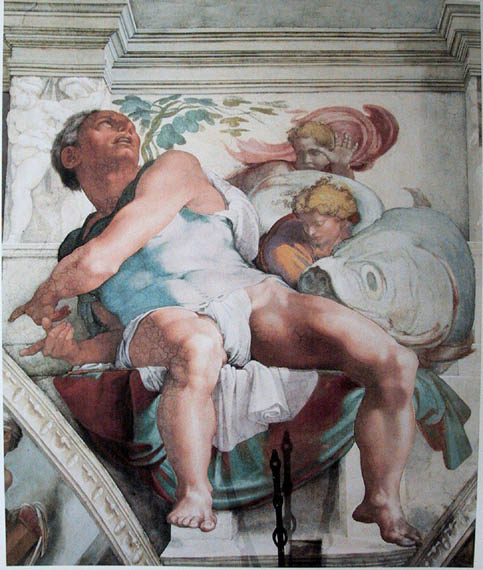
Prophet Jona
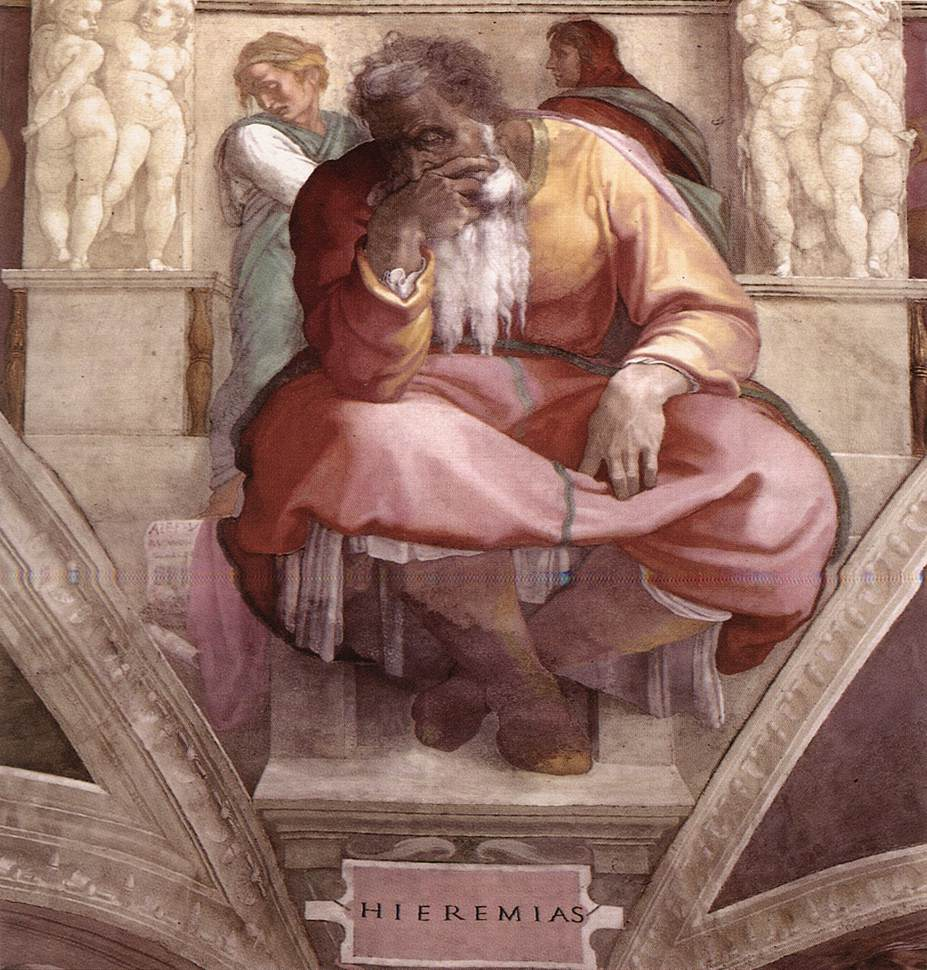
Prophet Jeremia
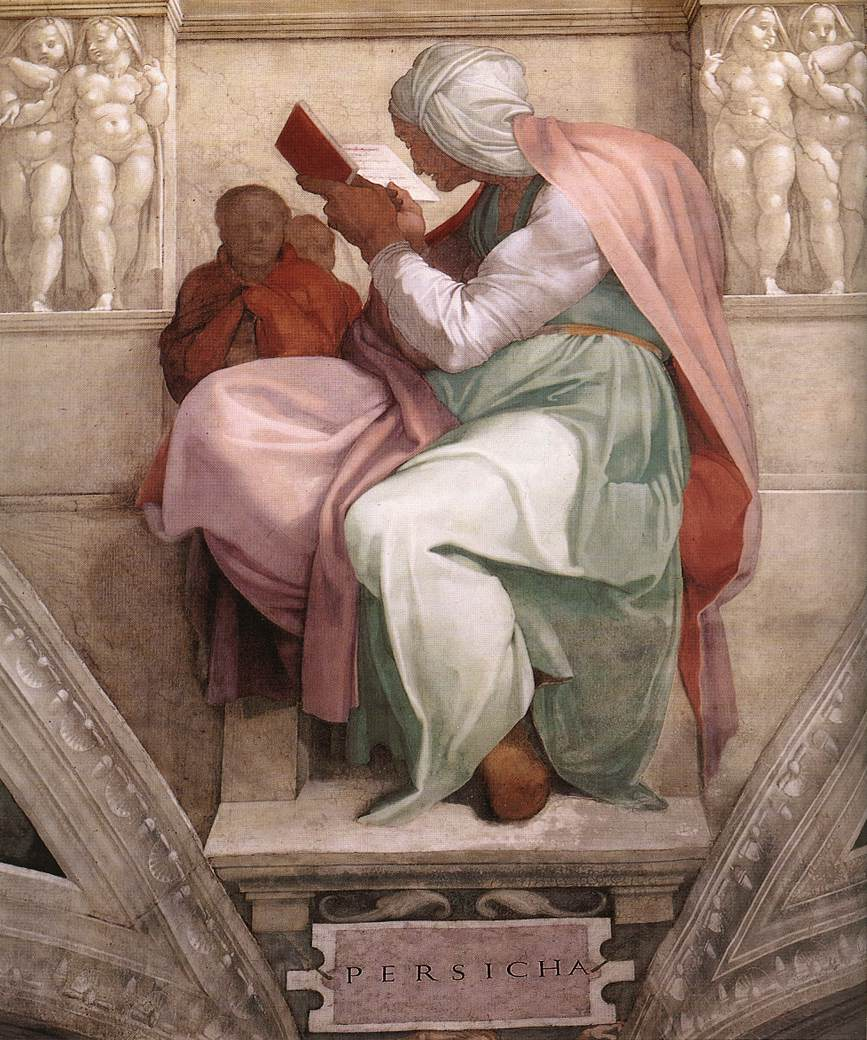
Persische Sibylle
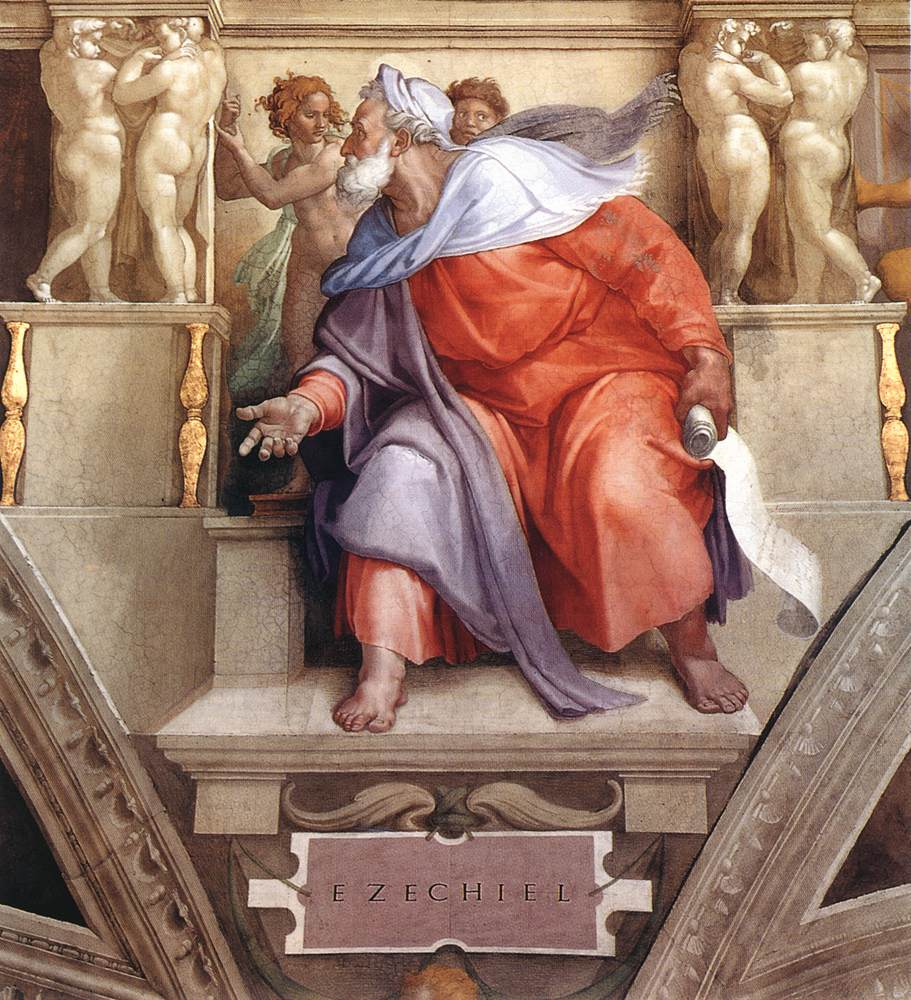
Prophet Ezechiel
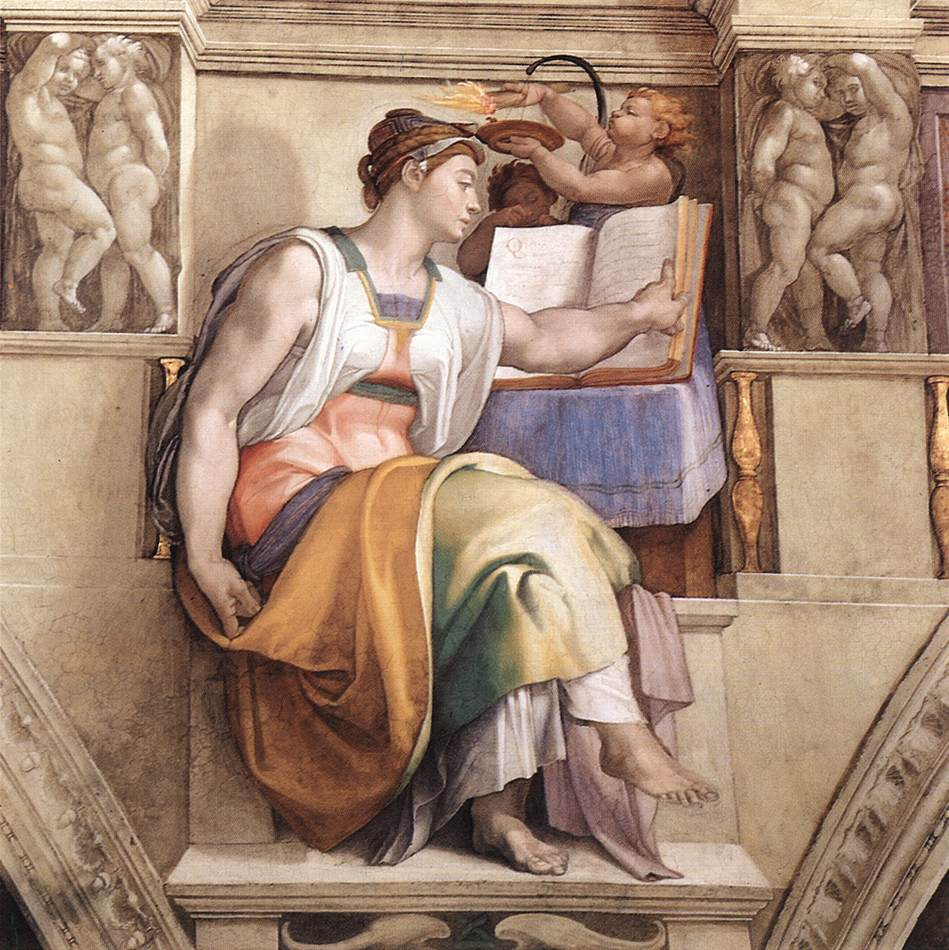
Sibylle von Erythrai
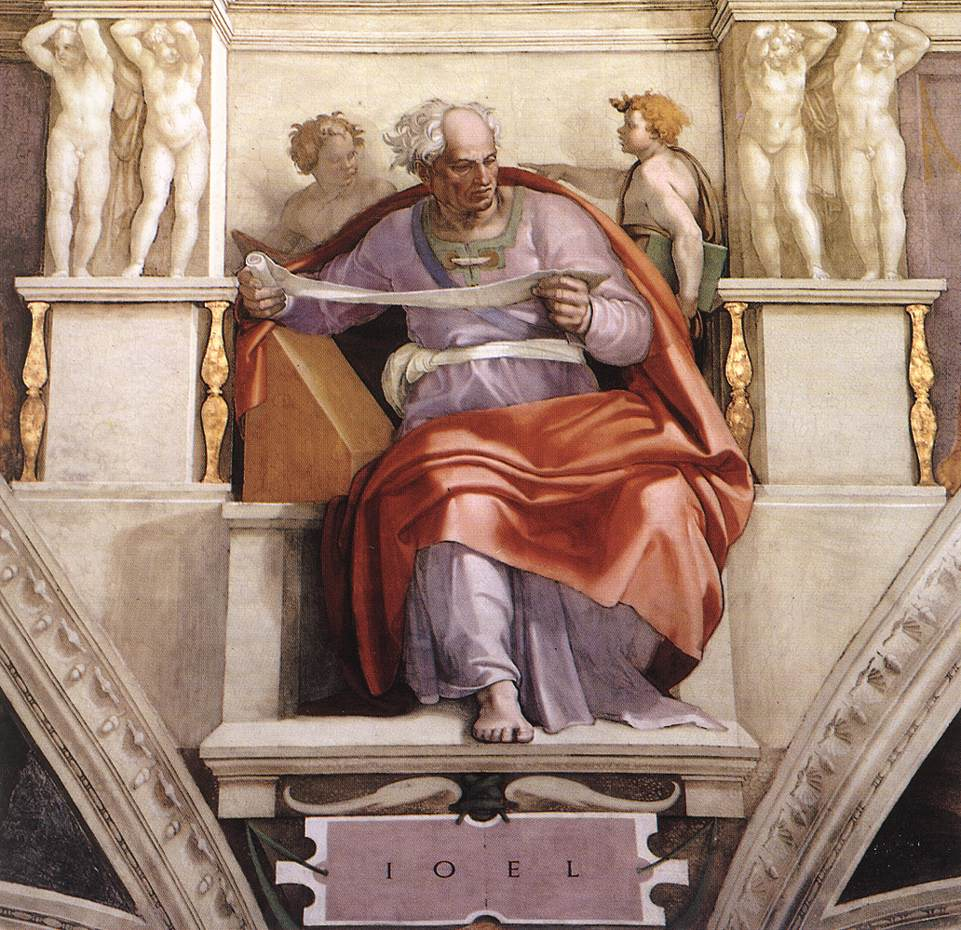
Prophet Joel

#### Vier Eckzwickel
Diese Gewölbezwickel bestehen aus vier großen Dreiecksfeldern an den Ecken des Gewölbes, die heroische Ereignisse aus dem Alten Testament schildern. Michelangelo nutzte bei diesen Feldern den Kunstgriff der Verkürzung, sodass diese Felder von unten richtig erfasst werden können.
1. David und Goliath
2. Judith und Holofernes
3. Die Bestrafung des Haman
4. Die eherne Schlange

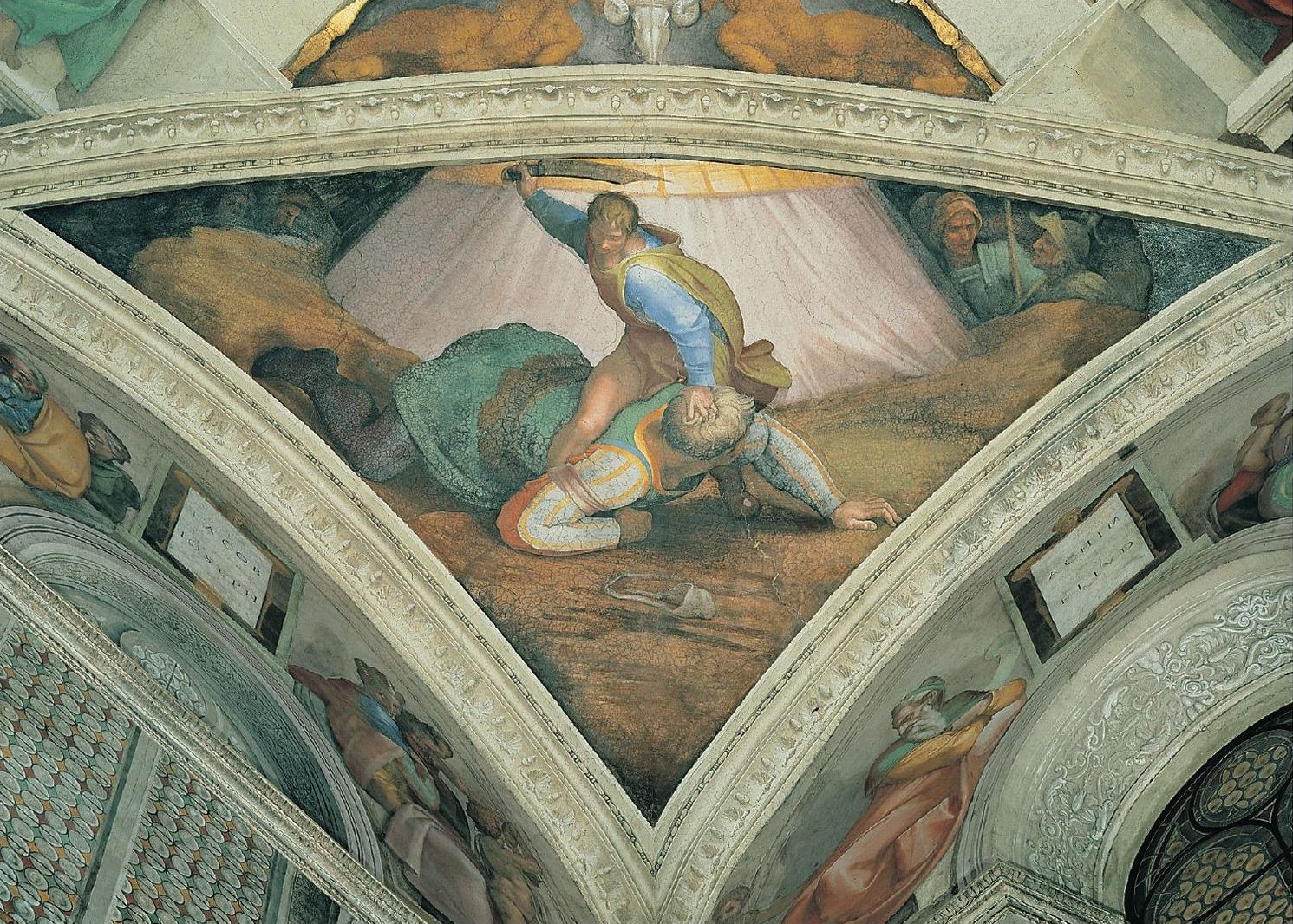
David und Goliath
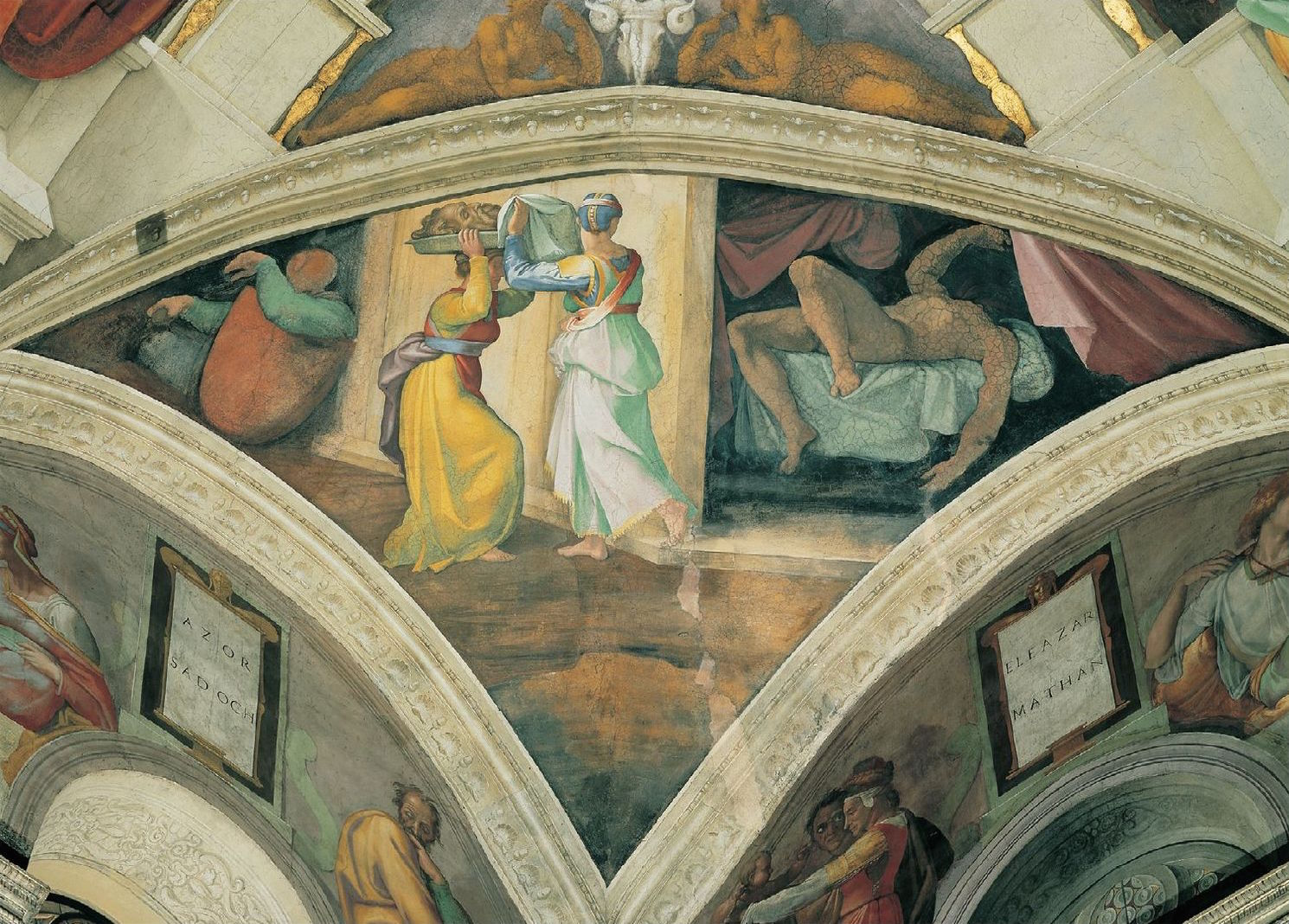
Judith und Holofernes
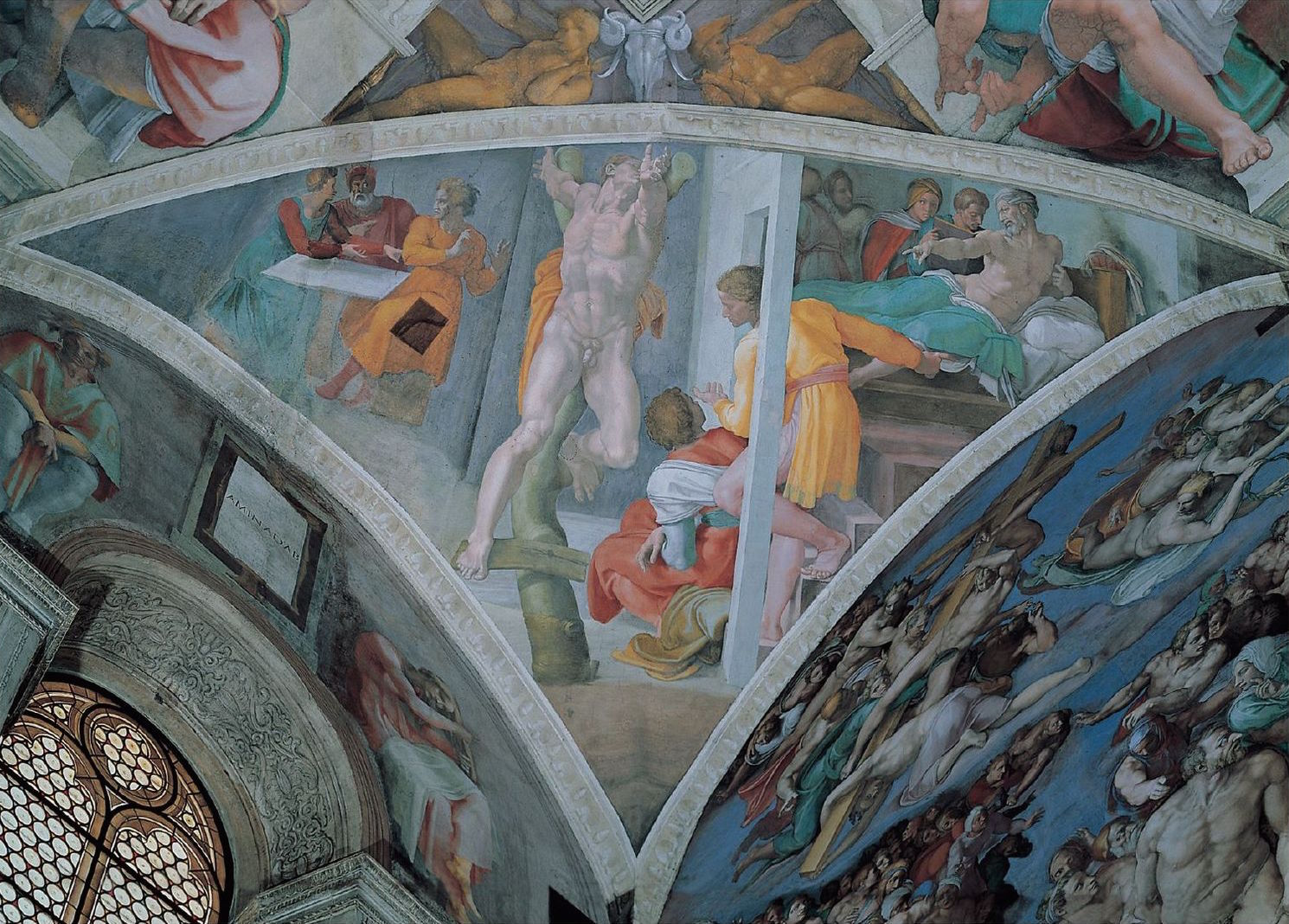
Die Bestrafung des Haman
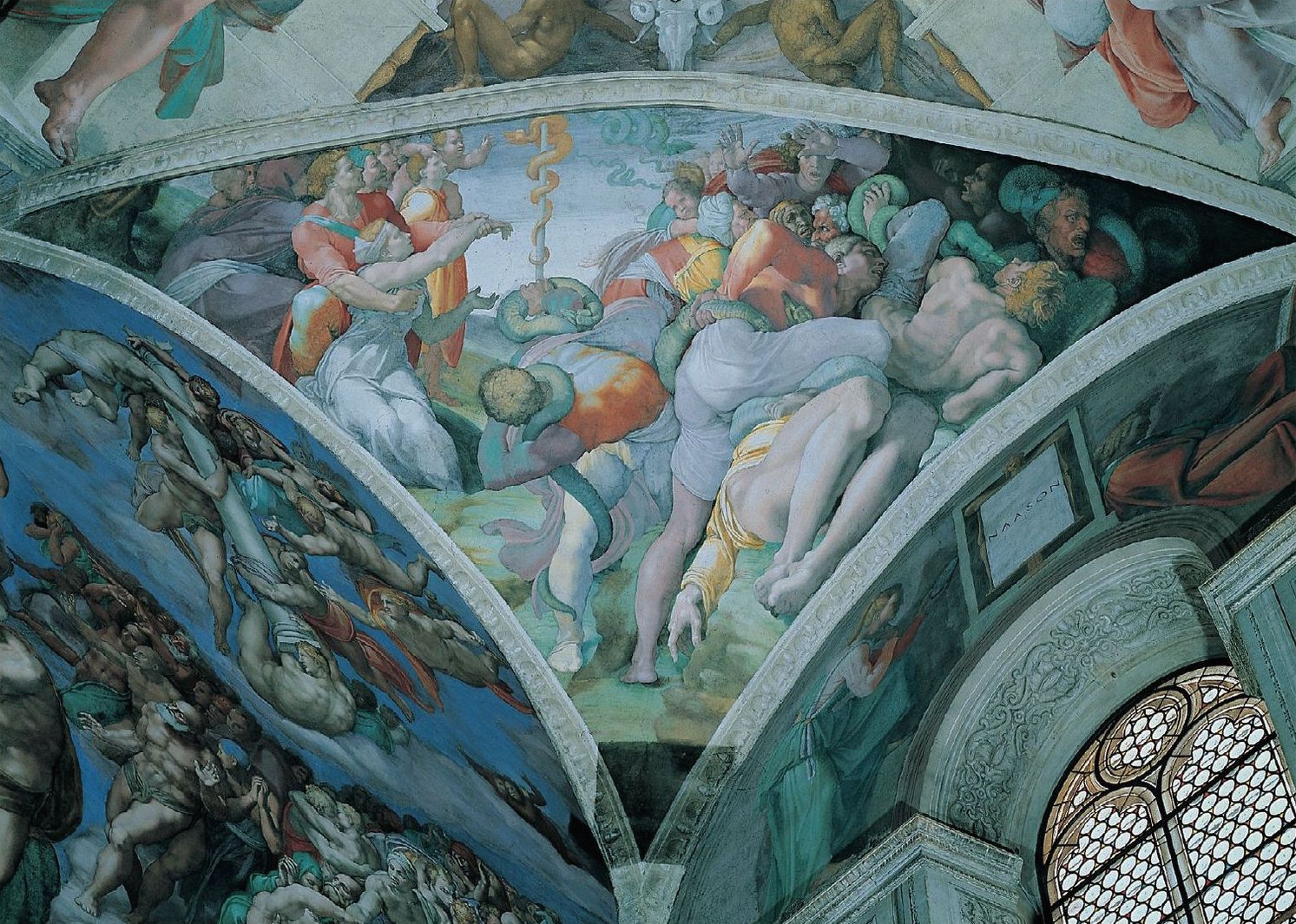
Die eherne Schlange

#### Vorfahren Jesu

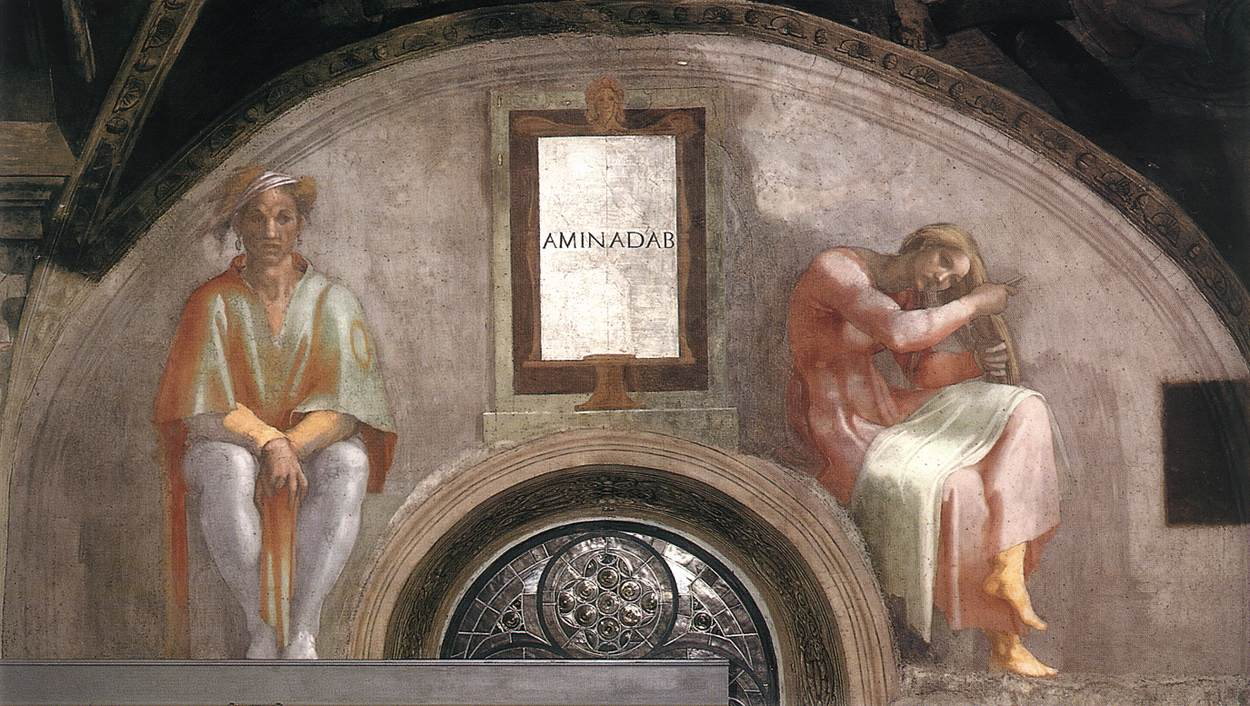
Amminadab

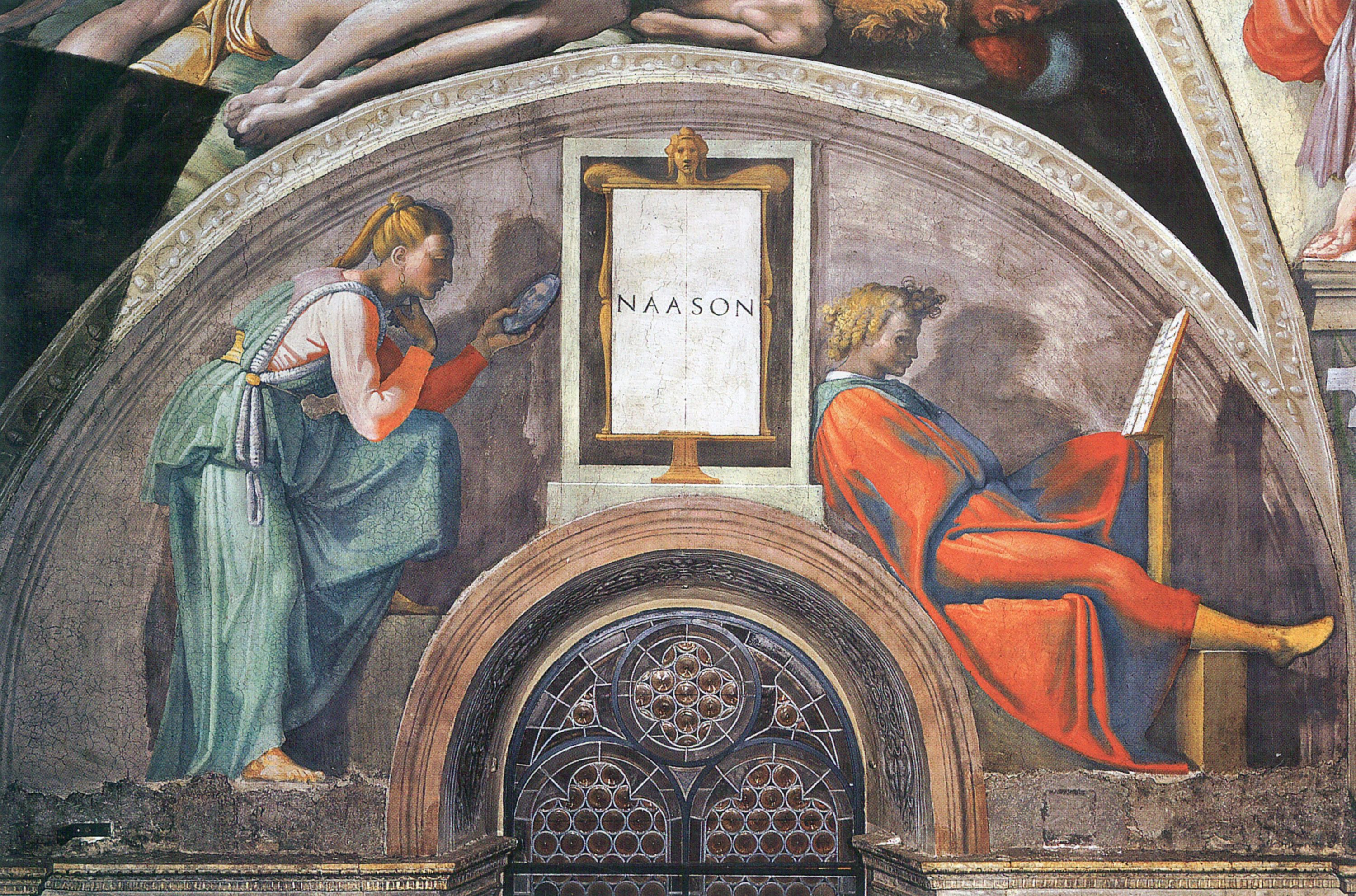
Nachschon

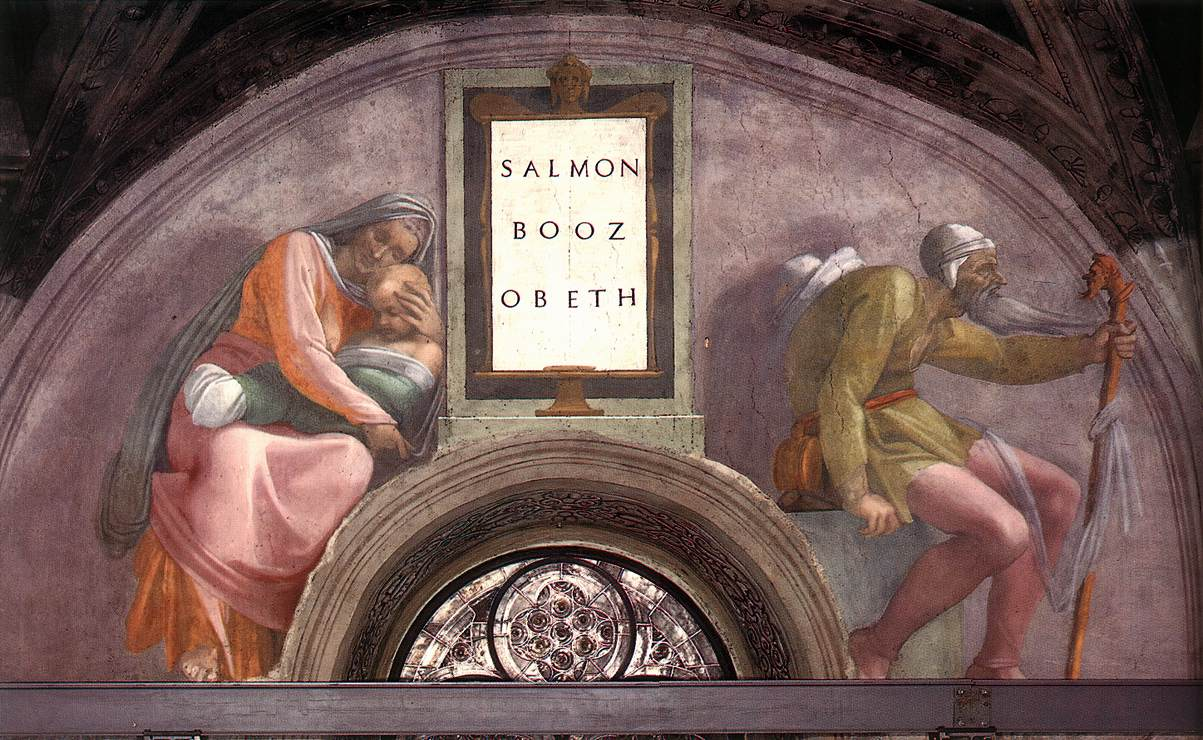
Salmon, Boas und Obed

In den vierzehn halbkreisförmigen Lünetten über den Fenstern sind die Vorfahren Jesu dargestellt, wie sie bei Matthäus aufgezählt werden (Mt 1,1–16). Ihre Namen sind auf Schrifttafeln vermerkt. Die Abbildungen in den acht Stichkappen dienen vermutlich als Ergänzung, eine einwandfreie Identifizierung dieser Personen ist aber – ebenso wie bei den Lünetten – nicht möglich. Michelangelo stellte die Vorfahrenreihe vollständig dar, entfernte aber Jahre später eigenhändig die Bilder von Abraham bis Aram, um Platz für sein Jüngstes Gericht zu schaffen. So sind heute nur noch die Vorfahren Jesu ab Amminadab erhalten. Die Reihe beginnt vorn rechts an der Südwand und wird dann abwechselnd an Nordwand und Südwand fortgesetzt. Allerdings gibt es eine Ausnahme: Die Gruppe Joschijah, Jojachin und Schealtiël ist nach der Gruppe Hiskija, Manasse und Amon ebenfalls an der Nordwand platziert.
1. Amminadab
2. Nachschon
3. Salmon, Boas und Obed
4. Isai, David und Salomo
5. Rehabeam und Abija
6. Asa, Joschafat und Joram
7. Usija, Jotam und Ahas
8. Hiskija, Manasse und Amon
9. Joschija, Jojachin und Schealtiël
10. Serubbabel, Abihud und Eljakim
11. Azor und Zadok
12. Achim und Eliud
13. Eleasar und Mattan
14. Jakob und Josef

#### Bildprogramm
Das Bildprogramm des Deckengemäldes wird seit Erwin Panofsky neuplatonisch gedeutet. Michelangelo habe unter dem Einfluss Marsilio Ficinos (1433–1499) gestanden, eines einflussreichen Florentiner Philosophen, der die Lehren des Christentums mit denen Platons und Plotins in Einklang zu bringen versuchte. Ihn hatte Michelangelo in seiner Jugend wohl noch persönlich kennengelernt, sein theologischer Berater, der Generalprior des Augustinerordens Aegidius de Viterbo, war ein entschiedener Anhänger Ficinos. Die einzelnen Tableaus des Deckenfreskos zeigen in dieser Interpretation den Aufstieg der in Leiblichkeit und Laster befangenen menschlichen Seele zurück zu ihrem göttlichen Ursprung, von der Trunkenheit Noahs, der Sintflut und dem Sündenfall über die die Gottebenbildlichkeit betonende Erschaffung Adams, in der die unmittelbar bevorstehende Berührung der Finger den geistigen Funken überspringen lässt, bis zur Scheidung des Lichts von der Finsternis am ersten Tag. Dabei werde Gott immer weniger anthropomorph dargestellt. Mit der Abbildung der heidnischen Sibyllen, gleichberechtigt mit den alttestamentlichen Propheten, habe Michelangelo im Sinne einer Philosophia perennis zum Ausdruck bringen wollen, dass das Christentum die Erfüllung sowohl der altisraelischen als auch der griechischen Weissagungen gebracht habe.

### StirnwandfreskoJüngstes Gericht

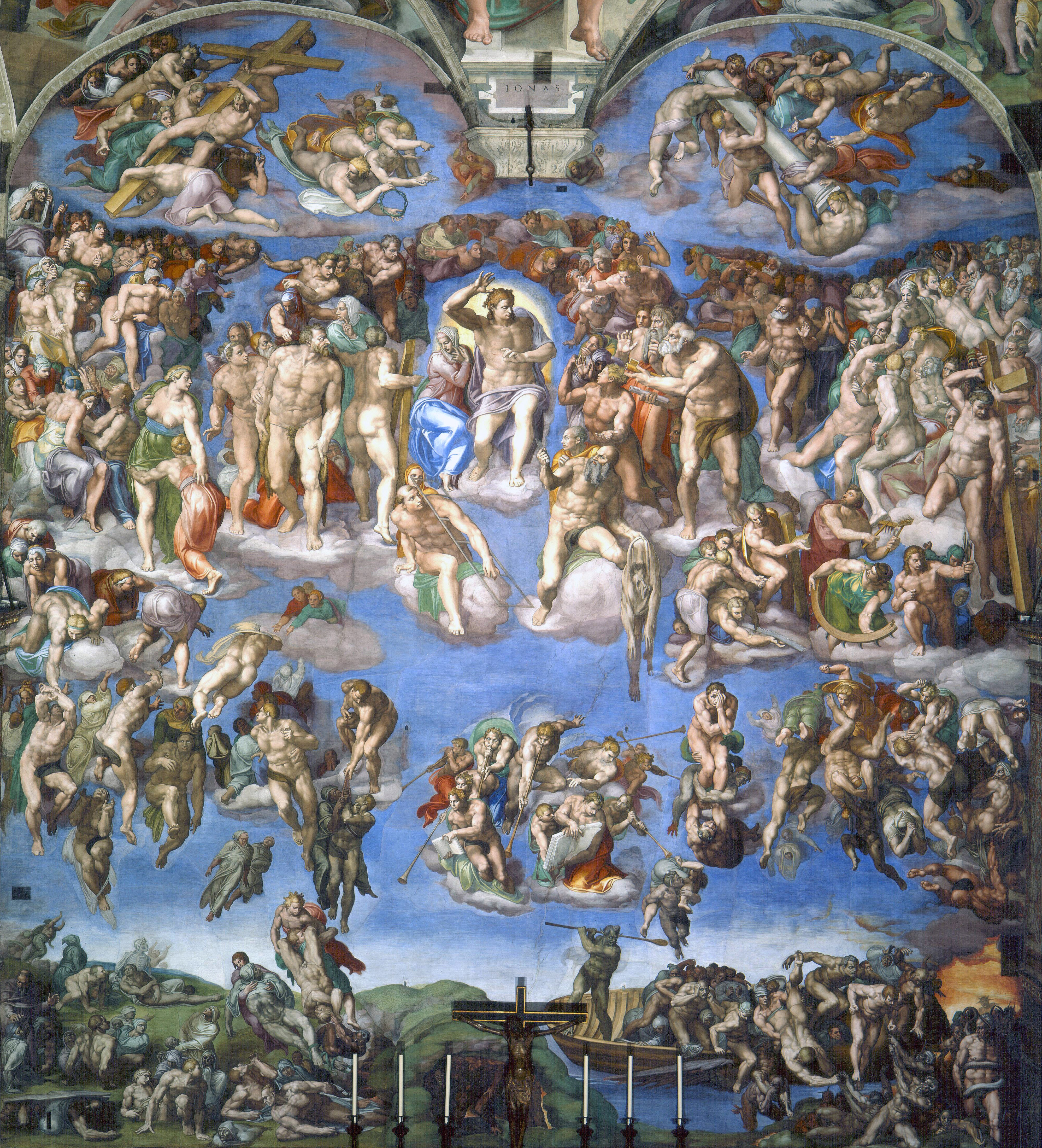
Das Jüngste Gericht in der Sixtinischen Kapelle nach der Restaurierung

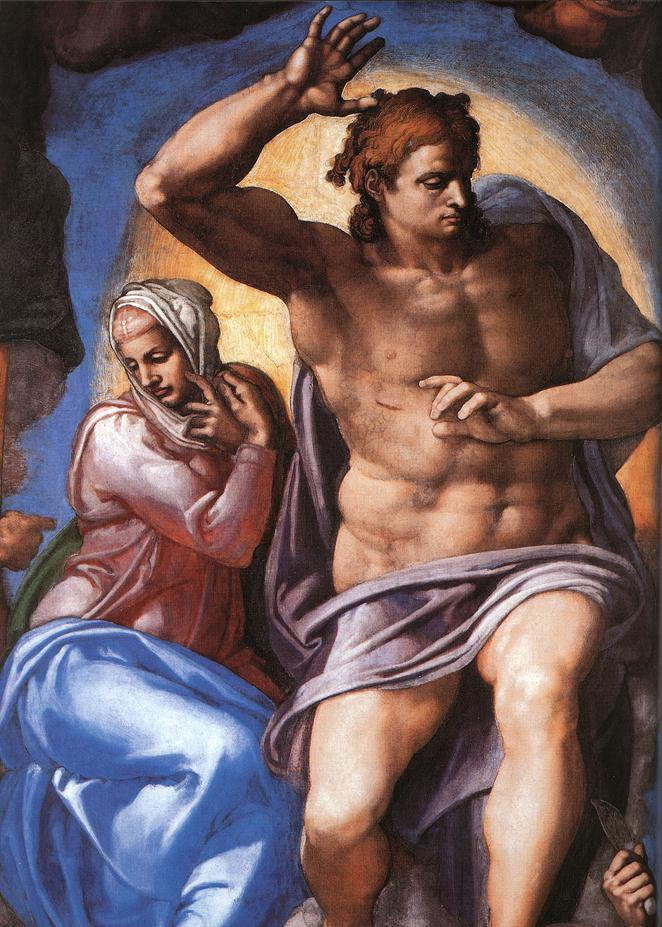
Detail aus dem Jüngsten Gericht mit Maria und Jesus Christus

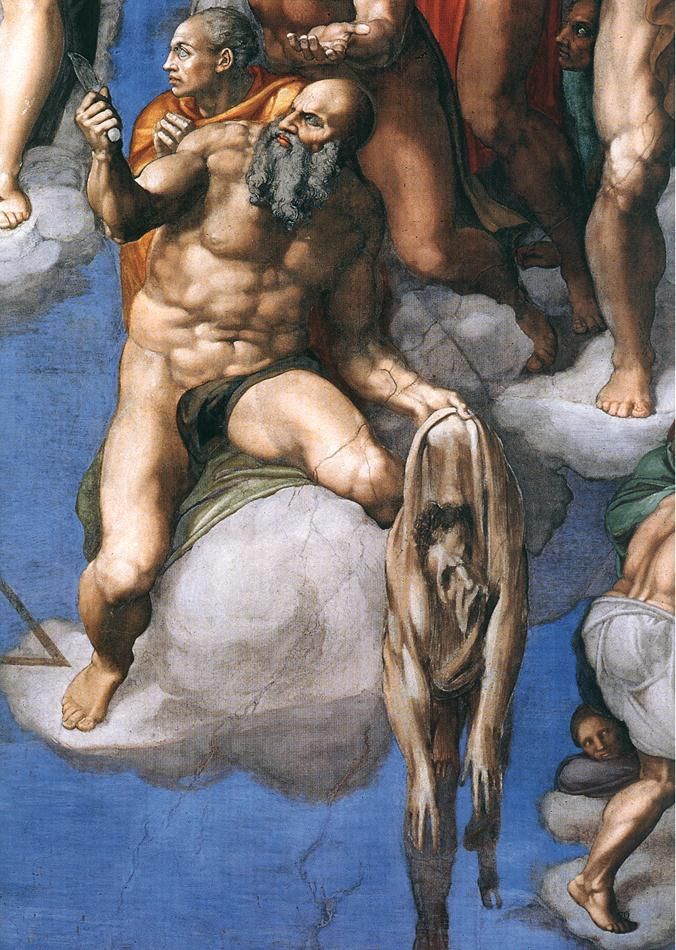
Detail aus dem Jüngsten Gericht mit einem Selbstporträt Michelangelos auf der Haut des Bartholomäus

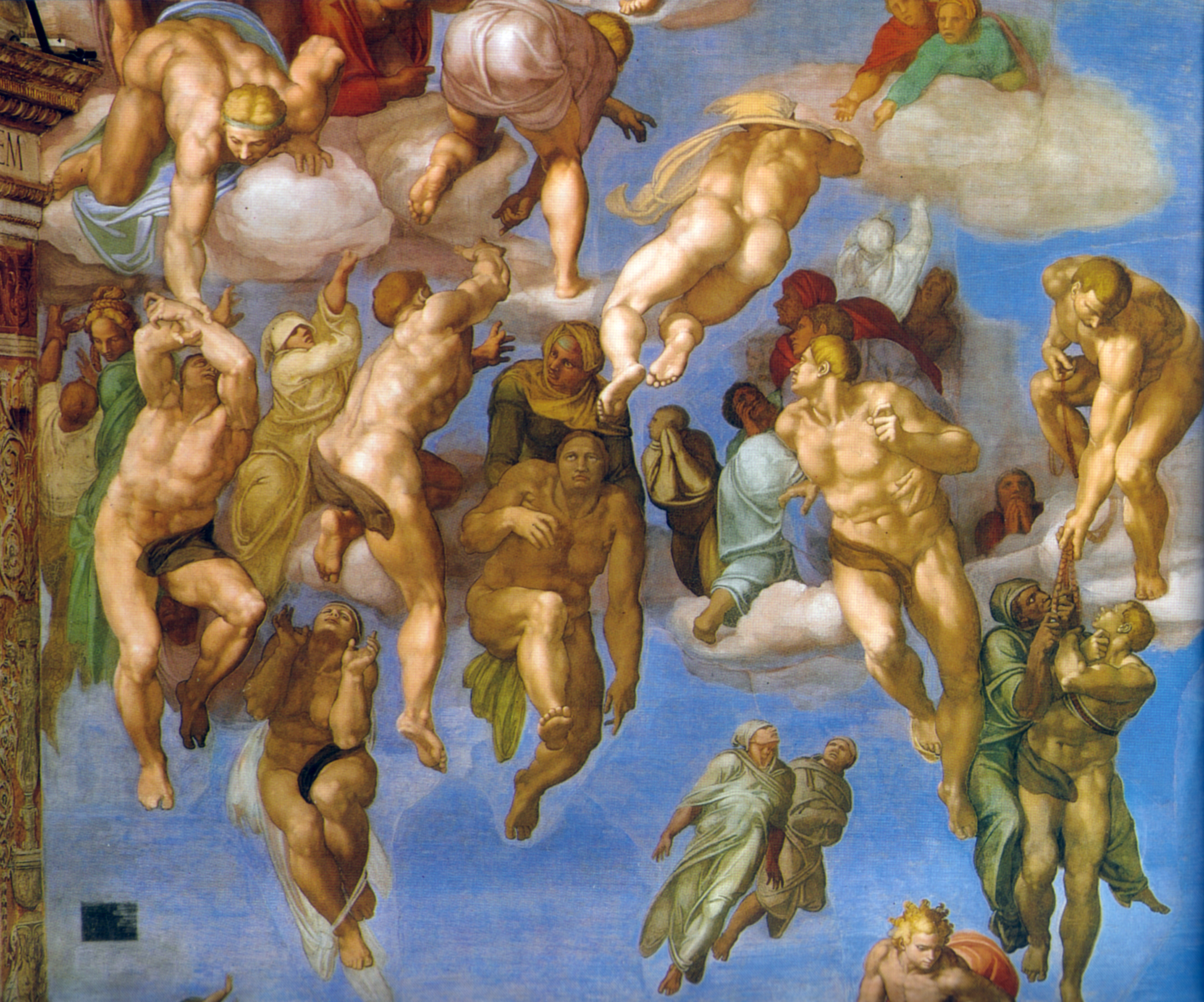
Detail aus dem Jüngsten Gericht mit Auferstandenen, die zum Himmel aufsteigen

1532, über zwanzig Jahre später, wurde Michelangelo von Clemens VII. beauftragt, ein weiteres Fresko für die Wand über dem Altar anzufertigen, das das Jüngste Gericht darstellen sollte. Dieses Werk ersetzte drei Fresken des Malers Perugino (Geburt Christi, Auffindung Mose, Himmelfahrt Mariens).
Michelangelo arbeitete von 1536 bis 1541 an dem Fresko und stellte es im Alter von 66 Jahren fertig. Das Gemälde enthält auf über 200 m² ca. 390 Figuren, viele davon überlebensgroß. Es wird angenommen, dass Michelangelo alle Arbeiten an den Fresken ohne Mithilfe anderer Künstler und Assistenten ausführte, was zu seiner Zeit durchaus nicht üblich war.
Das Wandgemälde war Anlass für einen heftigen Streit zwischen Michelangelo und Kardinal Carafa, der die Darstellung als amoralisch und obszön bezeichnete.
Auf diesem Bild stellt sich Michelangelo auf der abgezogenen Haut des Märtyrers Bartholomäus dar.

### Rezeption
Durch die Darstellung von Geschlechtsteilen stieß das Gemälde seinerzeit oftmals auf Ablehnung. Kurz vor Michelangelos Tod 1564 wurde der Erlass „Pictura in Cappella Ap[ostoli]ca coopriantur“ verabschiedet, der Übermalungen von als unsittlich empfundenen Ausschnitten vorsah. Die Übermalungen wurden bald begonnen und auch noch viele Jahrzehnte später fortgesetzt. Hiermit beauftragt wurde Daniele da Volterra, was diesem den Spottnamen Braghettone („Hosenmaler“) eintrug.
Erst bei der letzten ausgiebigen Restaurierung (1980–1994) wurde das Gemälde wieder in seinen Urzustand zurückversetzt, auch durch Behebung der Beschädigungen durch vorangegangene Restaurierungen. Unter anderem wurden dabei Rußspuren entfernt und verschattete, im Laufe der Jahrhunderte nachgedunkelte Flächen aufgehellt, so dass geradezu leuchtende Farben zum Vorschein kamen. Kunsthistoriker hatten lange geglaubt, dass Michelangelo mit sehr gedämpften Farben gemalt habe. Die Nacktheit der Heiligen konnte jedoch nicht wiederhergestellt werden, da Volterra die entsprechenden Stellen abgeschlagen und auf frischen Putz neu freskiert hatte. Die Fresken des Michelangelo für die Sixtinische Kapelle werden mitunter als die bedeutendsten Werke des Künstlers und der ganzen damaligen Kunstepoche bezeichnet.

### Restaurierung (1982–1994)
Die Decke der Sistina und die Stirnwand mit dem Jüngsten Gericht wurden ab 1982 – finanziert durch den japanischen Konzern Nippon Television Network (NTV) – sorgfältig mit destilliertem Wasser und mit einer verdünnten Ammoniumcarbonat-Lösung restauriert. Nippon Television hat die Autorenrechte an 170.000 Metern Film (250 Stunden Spieldauer) und an 500 Dias, auf denen die Fresken vor, während und nach der Restaurierung zu sehen sind.
Schon hundert Jahre nach dem Tod Michelangelos hatten die Versuche begonnen, die ersten durch eindringendes Regenwasser, Schmutz und Kerzenschmauch entstandenen Schäden zu beheben. Doch häufig verschlechterte sich der Zustand der Fresken durch ungeschickte Arbeit. So entstanden im Laufe der Zeit Legenden: Michelangelo selbst habe einen Schleier über seine Fresken gemalt, um einen besonderen Effekt zu erzielen, oder vom Dunkel überlagerte Farben seien ein Charakteristikum des alternden Künstlers. Jetzt sorgen eine neue Dachkonstruktion, Klimaanlage und Feuchtigkeitsregelung dafür, dass die Fresken keinen Schaden mehr nehmen. Ein Spezialläufer in den Vorräumen sorgte 1994 für einige Zeit sogar dafür, den Besuchern den Straßenstaub von den Schuhen zu nehmen. Der Läufer wurde bald wieder entfernt, da er sich zu schnell mit Schmutz sättigte.
Bei dieser jüngsten Restaurierung ist eine dicke Schicht von Ruß und anderem Schmutz entfernt worden, und dabei trat eine ungeahnt starke Farbigkeit zu Tage. Die reinen Restaurierungsarbeiten waren 1994 abgeschlossen; am 11. Dezember 1999 fand die feierliche Wiedereröffnung der gesamten restaurierten Kapelle durch Papst Johannes Paul II. statt, knapp vor Beginn des heiligen Jahres 2000.

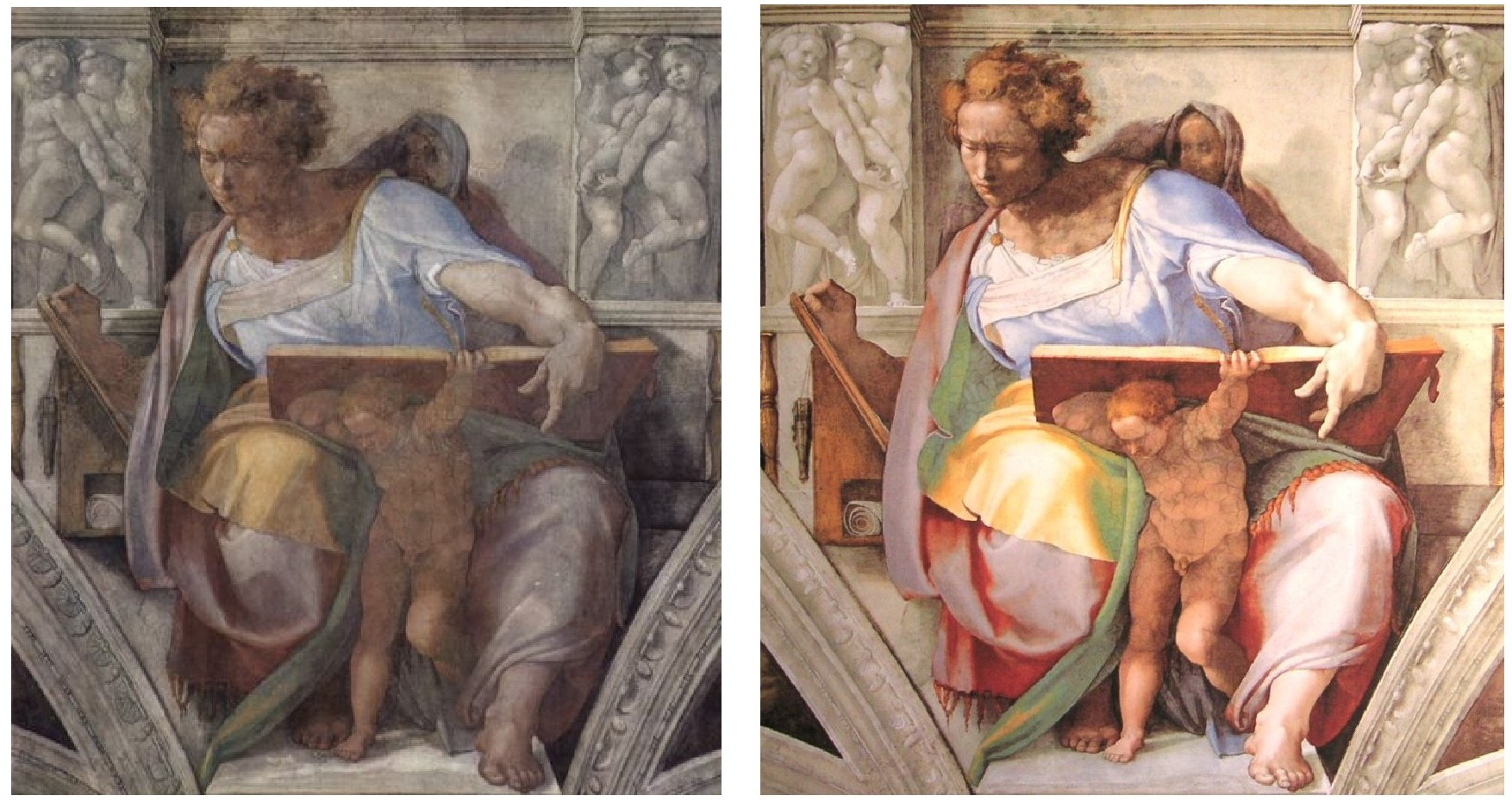
Daniel (Michelangelo) vor und nach der Restaurierung

Die Restaurierung unter der Leitung des Chefrestaurators Gianluigi Colalucci wurde folgendermaßen ausgeführt: Zuerst wurde die Fläche mit doppelt destilliertem Wasser abgewaschen, dann wurde der größte Teil mit einem Lösungsmittel behandelt, um die Nacharbeiten früherer Restauratoren zu beseitigen. Lösungsmittel und Oberflächenschmutz wurden anschließend mit einem wassergetränkten Schwamm abgewischt. Diese Prozedur wurde mehrmals wiederholt, es lagen aber immer 24 Stunden Trockenzeit dazwischen.
In früheren Zeiten ging man mit dem Kunstwerk derber um. Frühere Restauratoren arbeiteten mit Brot und Wasser. War der Schmutz zu hartnäckig, diente griechischer Harzwein als Lösungsmittel. Es entstand eine Schicht, die zwar schützte, aber auch die Farben verdunkelte. Bereits wenige Jahrzehnte nach der Fertigstellung ließ man die Fresken durch sog. „mundatores“, also Reiniger, bearbeiten. Frische Farben sollten durch Leinfirnis erreicht werden, die sich mit dem Untergrund verbanden, also in das Originalmaterial des Freskos eindrangen. Damit waren spätere Restaurierungen an der Originalschicht ausgeschlossen.
Solcher Vorgang sieht inzwischen anders aus: Zuerst werden Ruß und Schmutz im Labor untersucht. Die Konzentration des Lösungsmittels kann dann der jeweiligen Verschmutzung angepasst werden. Das Lösungsmittel besteht aus einer Mischung aus Ammonium- und Natriumhydrogencarbonat, Carboxymethylcellulose und Fungiziden, verdünnt mit destilliertem Wasser. Die Spuren früherer Restauratoren lassen sich durch Infrarot-Analysen sichtbar machen. Die Schäden im Mauerwerk sind mittlerweile beträchtlich. An Stellen, wo sich der Putz vom Mauerwerk abzulösen droht, wird mit einer Spritze ein PVC-Kleber unter den Putz gebracht.
Die Entfernung der Ablagerungen brachte zwar die überwältigende Farbigkeit der Malereien wieder hervor, sie wurde aber auch kritisiert: Der gealterte Zustand der Malerei sei bereits seit Jahrhunderten das gewohnte Bild, es handele sich dabei auch um eine Patina, die über einen langen Zeitraum gewachsen sei und zur Geschichte des Kunstwerkes gehöre.
Im Oktober 2014 wurde eine neue LED-Beleuchtung in Betrieb genommen, die durch die Fenster eindringendes Tageslicht simuliert. Zudem wurde eine ausfahrbare Beleuchtung für besondere Anlässe installiert. Sie soll etwa beim Konklave den Kardinälen das Lesen von Wahlzetteln und Dokumenten erleichtern. Ziel des Anbringens einer neuen Beleuchtung war neben der Ausleuchtung der Fresken die durch LED-Technik verminderte Wärmeentwicklung und Energieersparnis bis zu 90 %.

## Taufen in der Kapelle
Einer jüngeren Übung folgend, spendet der Papst jedes Jahr am Fest der Taufe des Herrn Kindern (zumeist vatikanischer Angestellter) in der Sixtinischen Kapelle das Sakrament der Taufe. Papst Benedikt XVI. feierte die Messe in italienischer Sprache am historischen Hochaltar der gewesteten Sixtina direkt unter dem Jüngsten Gericht des Michelangelo und nicht wie in früheren Jahren an einem nach der Liturgiereform für Messfeiern jeweils vor dem Hochaltar aufgebauten Volksaltar.

## Orgel
Seit Dezember 2002 befindet sich in der Kapelle eine Orgel. Das Werk von Mathis Orgelbau aus Näfels im Kanton Glarus (Schweiz) wurde nach der Stiftung durch den Liechtensteiner Treuhänder Herbert Batliner installiert. Die mechanische Schleifladenorgel besitzt 14 Register auf zwei Manualen und Pedal. Das Instrument hat folgende Disposition:
| I Hauptwerk C–g3 |               |        |
| 1.               | Principal     | 8′     |
| 2.               | Rohrflöte     | 8′     |
| 3.               | Octave        | 4′     |
| 4.               | Quinte        | 2 ⁄3′  |
| 5.               | Flageolet     | 2′     |
| 6.               | Terz          | 1 3⁄5′ |
| 7.               | Mixtur II-III | 1 ⁄3′  |

| II Positiv C–g3 |            |       |
| 8.              | Gedackt    | 8′    |
| 9.              | Blockflöte | 4′    |
| 10.             | Principal  | 2′    |
| 11.             | Larigot    | 1 ⁄3′ |

| Pedal C–f1 |            |     |
| 12.        | Subbass    | 16′ |
| 13.        | Bordun     | 8′  |
| 14.        | Choralbass | 4′  |

- Koppeln: II/I, I/P
- Spielhilfen: Tremulant (ganze Orgel)

## Schornstein auf der Sixtinischen Kapelle

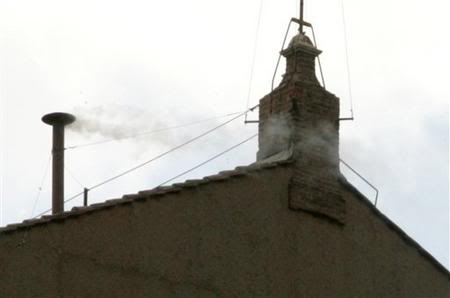
Weißer Rauch zeigte 2005 die Wahl von Benedikt XVI. an.

Dieses Kupferrohr befindet sich nicht dauerhaft auf dem Dach, sondern wird von der vatikanischen Feuerwehr nur für eine Papstwahl  temporär auf einer dafür vorgesehenen Öffnung im Dach nahe des Ostgiebels der Kapelle montiert. In der Kapelle stehen zwei gusseiserne Öfen, die an diesen Rauchabzug angeschlossen sind, nebeneinander. Im älteren, der seit 1939 benutzt wird, werden die Stimmzettel und Notizen der wahlberechtigten Kardinäle verbrannt. Da die früher übliche Beigabe von feuchtem Stroh oder Teer nicht immer eine eindeutige Rauchfarbe erzeugte, gibt es seit 2005 den zweiten Ofen, in dem eine Rauchkartusche die gewünschte Einfärbung des Rauchs erzeugt. Bei einer geglückten Papstwahl werden zusätzlich die Glocken des Petersdoms zur Bestätigung geläutet. Die – in der Wahlordnung nicht vorgeschriebene – Bekanntmachung des Ergebnisses eines Wahlganges durch die Einfärbung des Rauchs ist seit 1914 üblich.

## Filme
Aufgeführt sind Spielfilme oder Fernsehserien, in denen die Sixtinische Kapelle (entweder als Studionachbau oder CGI) einen wichtigen Schauplatz der Handlung darstellt.
- Michelangelo – Inferno und Ekstase (1965)
- In den Schuhen des Fischers (1968)
- Michelangelo – Genie und Leidenschaft (1991)
- Ein Leben für den Frieden – Papst Johannes XXIII. (2002)
- Illuminati (2009)
- Habemus Papam – Ein Papst büxt aus (2011)
- The Young Pope (2016)
- Die zwei Päpste (2019)
- Konklave (2024)